# Transports en commun de Boulogne-sur-Mer
Ne doit pas être confondu avec Marineo, une commune italienne
Le réseau d'autobus Marinéo (anciennement TCRB) est le réseau de transports en commun qui dessert les communes de l'agglomération de Boulogne-sur-Mer dans le département du Pas-de-Calais.
Le réseau est organisé par la communauté d'agglomération du Boulonnais qui en a confié l'exploitation à la Compagnie des Transports du Boulonnais (CTB), filiale de RATP Dev.
En 2023, le réseau Marinéo est composé de 18 lignes régulières (A à M2 et P), 2 navettes (Néo et Thémio), une ligne spéciale effectuée par un taxi (101), de 24 lignes à vocation scolaires (16 à 100 et 123 à 210) et de 6 lignes de transports à la demande (SAD).

## Historique

### Les TCRB

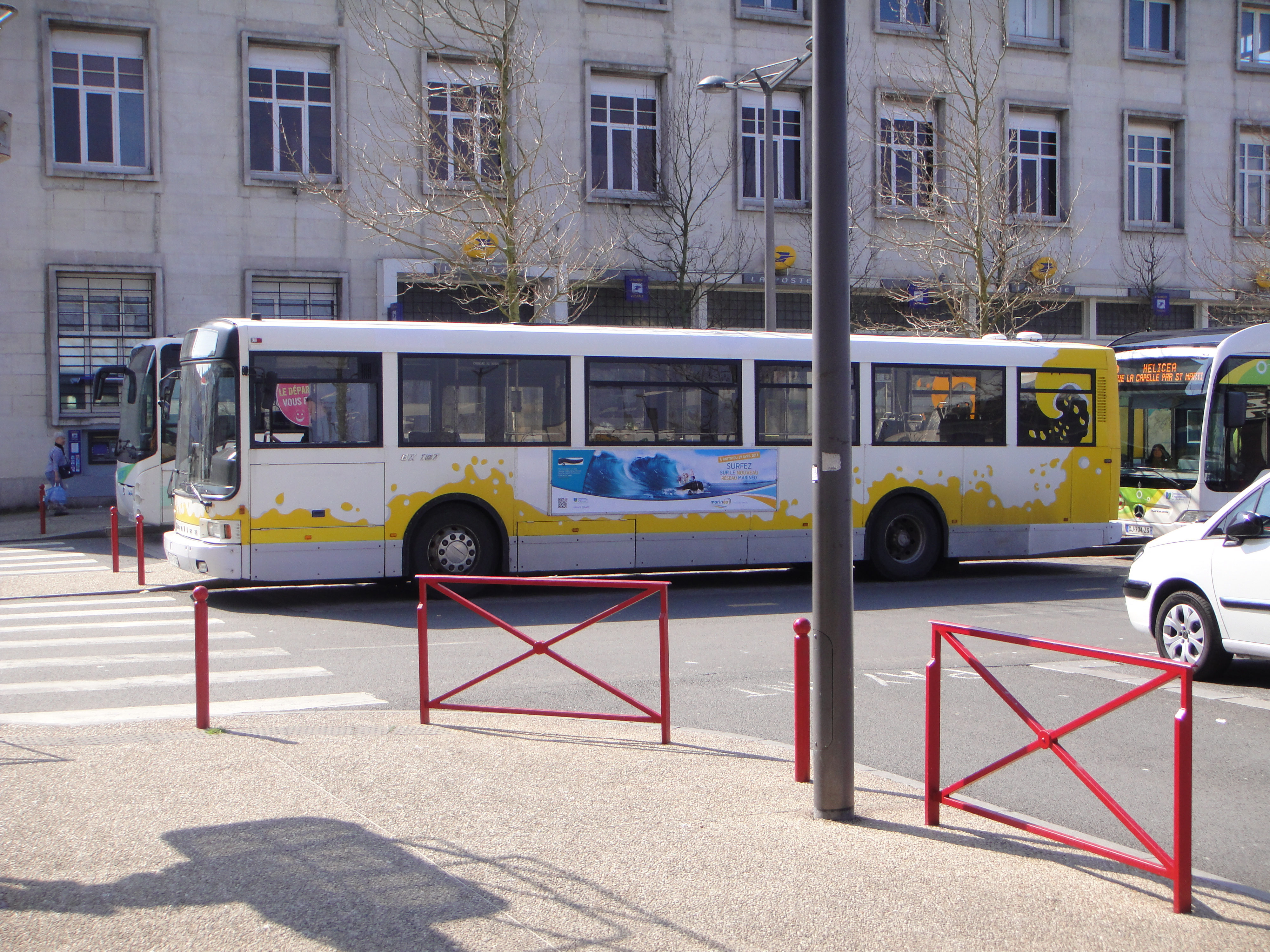
Les bus jaunes et blancs ont pendant longtemps été les symboles de la TCRB.

Le réseau TCRB (Transports en Commun Région Boulonnaise) naît en 1970 à Boulogne-sur-Mer.
En 2003, les premiers bus circulant au gaz naturel sont mis en service. Il s'agit de NewA330 GNV du constructeur belge Van Hool.
En 2007, le réseau est restructuré.
En 2008, la ligne 26 est créée reliant la gare routière de la place de France au quartier d'Henriville.
Le 11 septembre 2010, un nouveau dépôt pour les bus est inauguré à Outreau dans la zone industrielle Résurgat en lieu et place du dépôt de la société Keolis Caron Voyages. Ce nouveau dépôt, permet de regrouper l'administration du réseau et les ateliers sur un unique site. Auparavant le dépôt était situé à Capécure, les ateliers était situé dans le quartier de Bréquerecque, à proximité de la caserne de pompiers.
En novembre 2010, la ligne 3 est remplacée par La Boucle. Il s'agit d'une ligne circulaire à double sens partant de la place de France et desservant le centre-ville de Boulogne, le Dernier Sou et le quartier du Chemin Vert. Les quatre Citelis roulant au diesel mis en service en même temps arborent une livrée promotionnelle pour cette ligne. Les lignes circulaires H1 et H2 ainsi que leurs pendants dominicaux H1d et H2d desservant le complexe piscine-patinoire Hélicéa sont supprimées, la desserte est reprise par la ligne 8 en semaine et par les lignes 9.1d et 9.2d le dimanche.
En septembre 2011 la ligne A est créée, reliant Équihen-Plage à Wimereux. Il s'agit de la première ligne à desservir les six principales communes du réseau urbain et ne nécessitant donc aucune correspondance à Place de France.

### Des TCRB à Marinéo
Le 1er janvier 2013, le réseau TCRB, qui était alors exploité par Keolis et sa filiale Keolis Boulogne-sur-Mer depuis 1989, est désormais exploité par la Compagnie des Transports du Boulonnais (CTB), filiale de RATP Dev, dans le cadre d'un contrat de délégation de service public d'une durée de huit ans.
En visant à augmenter la fréquentation et en prenant en compte les enjeux sociaux du transport public, la nouvelle équipe a eu quatre mois pour concevoir le nouveau réseau. C'est ainsi qu'est lancé le réseau Marinéo le 29 avril 2013 en remplacement des TCRB. Le nombre de lignes du réseau urbain est réduit passant de 19 à 13 mais celles-ci sont plus longues, plus fréquentes et mieux organisées.
Parmi les nouveautés amenées par ce nouveau réseau, la ligne de soirée S, reliant l'hôpital de Boulogne-sur-Mer au Portel en passant par le quartier du Chemin Vert, la place de France et Outreau. Une navette de centre-ville voit également le jour, baptisée Néo et accessible gratuitement.
Les véhicules adoptent progressivement la nouvelle identité du réseau, abandonnant le jaune des TCRB au profit du blanc et du noir accompagnés de vagues bleues et orange rappelant le nouveau logo. De plus, le parc de véhicules se renouvelle progressivement avec l'acquisition de nouveaux bus Crealis Neo 12 construits par Irisbus.
Quelques mois plus tard, en septembre 2013, le réseau connaît déjà des modifications. La ligne A qui était alors limitée à Bon Secours est prolongée jusque Wimereux en passant par Wimille à la place de la ligne D. Cette dernière devient une ligne circulaire partant de la place de France et desservant le quartier du Chemin Vert, Bon Secours, la polyclinique de Saint-Martin-Boulogne, l'hôpital de Boulogne et la gare de Boulogne-Ville. La ligne L reliant la place de France est supprimée, la desserte d'Armatis est alors reprise par la ligne E.
À l'été 2014, une ligne estivale baptisée Longe Côte est créée reliant Hardelot-Plage à Wimereux et desservant les différentes plages de l'agglomération.
En septembre 2014, trois nouvelles lignes dites expresses voit le jour. La première d'entre-elles relie la place de France à l'hôpital de Boulogne en passant par Saint-Martin-Boulogne et la polyclinique. La seconde relie la place de France à la zone commerciale de l'Inquétrie et la troisième relie la place de France à l'arrêt Les Quesnelets situé à Saint-Étienne-au-Mont.

### Difficultés économiques
Face à d'importants problèmes économiques, la CTB est contrainte de freiner le développement du réseau durant l'été 2015 et supprime certaines lignes et services afin d'économiser 460 000 € par an.
La ligne Longe Côte initiée l'année précédente n'est pas renouvelée. La ligne de soirée ne circule désormais que les vendredis et samedis soirs. Deux des trois lignes express sont également supprimées, seule la ligne desservant la zone de l'Inquétrie est conservée et devient la ligne L. La ligne J reliant la place de France au quartier Henriville est également supprimée et remplacée par un système de transport à la demande. Les lignes E et G sont chacune scindées en deux au niveau de la place de France pour former les lignes E1 et E2 ainsi que les lignes G1 et G2. Le réseau des lignes vertes est restructuré, elles sont dorénavant identifiées par la lettre V suivie d'un chiffre. La ligne reliant Écault à Saint-Étienne-au-Mont est intégrée au réseau urbain sous l'indice J.

### Création de la Station Liane
Le 4 septembre 2017, la gare routière située historiquement Place de France est transférée au niveau du centre commercial de la Liane, boulevard Daunou. Cette nouvelle gare routière, baptisée Station Liane, dispose de 19 quais accessibles aux personnes à mobilité réduite équipés de bornes d'informations voyageurs indiquant les temps d'attente des prochains bus. Quelques ajustements sur le réseau sont également effectués et la carte Pass Pass est introduite sur le réseau avec une nouvelle gamme tarifaire. Parmi ces ajustements, la ligne de soirée est supprimée tout comme la ligne G2 qui desservait la zone de l'Inquétrie et le quartier du Chemin Vert. Les lignes E1 et E2 fusionnent pour reformer la ligne E. Une nouvelle ligne O est également créée reliant Boulogne-sur-Mer et Outreau. La création de cette ligne permet de simplifier l'itinéraire de la ligne A à Outreau et de transformer la ligne H en ligne radiale. La navette de centre-ville relie désormais la place Dalton à la ville fortifiée. Le réseau interurbain des lignes vertes est supprimé et remplacé par un ensemble de lignes à vocation scolaire numérotées de 16 à 210.
Depuis septembre 2019, le parc de véhicules est renouvelé avec la mise en service progressive de nouveaux bus des constructeurs Iveco Bus et Mercedes-Benz circulant d'abord au diesel puis au gaz naturel.
Le 1er décembre 2019, le réseau devient gratuit les dimanches et jours fériés.
Le 6 janvier 2020, une ligne expérimentale est créée à Outreau afin de desservir le quartier de Manihen à raison de six passages par jour en correspondance avec la ligne E. Cette expérimentation d'une durée de 6 mois ne sera toutefois pas renouvelée.

### Un développement encore timide
Au cours de l'année 2021, RATP Dev et la CTB sont renouvelés pour l'exploitation du réseau pour une durée de 6 ans et 8 mois dans le cadre d'un contrat de délégation de service public.
Le 30 août 2021, après plusieurs années de difficultés et de réductions de services, le réseau connaît quelques adaptations. La ligne A voit son itinéraire modifié à Outreau, elle emprunte désormais le boulevard de la Liberté sur toute sa longueur. La ligne C voit sa fréquence augmenter avec désormais un bus toutes les 15 minutes du lundi au vendredi. La navette de centre-ville circule désormais plus longtemps les vendredis et samedis soirs. La navette Thémio est également simplifiée. Une application mobile permettant de consulter les horaires des lignes et les prochains passages à un arrêt est également mise en place.
Quelques semaines plus tard, le 8 novembre 2021, les lignes F, H et O sont modifiés à Outreau afin de pallier l'absence de la ligne A. La ligne F abandonne la desserte du quartier de la Tour du Renard qui est reprise par la ligne O. L'itinéraire de la ligne H est rendu plus direct avec l'abandon des arrêts Outreau – Poste et Rue du Biez.
Le 29 août 2022, de nouvelles modifications sont apportées. La ligne C abandonne la desserte des arrêts Charles Gide et François Boulanger au profit d'un itinéraire plus direct. La ligne D ne dessert plus les arrêts Moka – Grande Armée et Bon Secours. La ligne H dessert désormais la gare de Boulogne-Ville et les bords de Liane mais ne dessert plus le quartier d'Ostrohove. Les lignes I et J fusionnent pour devenir la ligne I. La ligne K est scindée en deux lignes : la ligne K1 reprend la boucle Beaurepaire et la ligne K2 reprend la boucle Bréquerecque. La ligne M est remplacée par les lignes M1 et M2 et dessert désormais, en plus de son itinéraire d'origine, les quartiers Ostrohove et Henneguelle. La ligne O est prolongée à Outreau jusqu'à l'arrêt Service des Mines. Une nouvelle ligne est également créée, la ligne P, reliant la Station Liane au Portel en reprenant l'ancien itinéraire de la ligne H. Cette nouvelle ligne P ne circule que les dimanches et jours fériés.
Au début de l'année 2023, le renouvellement du matériel roulant se poursuit avec l'acquisition au total de 10 bus hybrides au gaz naturel du constructeur Iveco Bus.

## Réseau actuel

### Lignes urbaines
| Ligne | Caractéristiques | Caractéristiques                                                                                            | Caractéristiques                                                                                            | Caractéristiques                                                                                            | Caractéristiques | Caractéristiques                                                                                            | Caractéristiques                                                                                            | Caractéristiques                                                                                            | Caractéristiques                                                                                            |
| A     | Équihen-Plage – La Plage ⥋ Wimereux – Mairie | Équihen-Plage – La Plage ⥋ Wimereux – Mairie                                                                | Équihen-Plage – La Plage ⥋ Wimereux – Mairie                                                                | Équihen-Plage – La Plage ⥋ Wimereux – Mairie                                                                | Équihen-Plage – La Plage ⥋ Wimereux – Mairie | Équihen-Plage – La Plage ⥋ Wimereux – Mairie                                                                | Équihen-Plage – La Plage ⥋ Wimereux – Mairie                                                                | Équihen-Plage – La Plage ⥋ Wimereux – Mairie                                                                | Équihen-Plage – La Plage ⥋ Wimereux – Mairie                                                                |
| ----- | --- | --- | --- | --- | --- | --- | --- | --- | --- |
| A     | Ouverture / Fermeture 29 avril 2013 / — | Longueur 19,2 km                                                                                            | Durée 60-65 min                                                                                             | Nb. d’arrêts 51                                                                                             | Matériel NewA330 GNV Citelis 12 Citelis 12 GNV Citaro Facelift BHNS Crealis 12 Citaro C2 Crealis 12 GNV Citaro C2 NGT Urbanway 12 GNV Hybride                                   | Jours de fonctionnement L, Ma, Me, J, V, S, D                                                               | Jour / Soir / Nuit / Fêtes O / N / N / O                                                                    | Voy. / an —                                                                                                 | Exploitant CTB                                                                                              |
| A     | Desserte : - Communes : Équihen-Plage – Outreau – Le Portel – Boulogne-sur-Mer – Saint-Martin-Boulogne – Wimille – Wimereux - Principaux lieux desservis : Plage d'Équihen-Plage, Camping Les Falaises, Mairie d'Équihen-Plage, Aérodrome de Boulogne-sur-Mer - Alprech, Parc du Mont Soleil, Collège Jean Moulin, Cimetière du Portel, Cimetière de l'Ouest, Bois Farjon, Gare de Boulogne-Ville, Collège Pierre Daunou, Centre Liane, Cinéma Les Stars, Université du Littoral-Côte-d'Opale - Site de Capécure, IUT du Littoral, Capécure, Casino de Boulogne-sur-Mer, Communauté d'agglomération du Boulonnais, Université du Littoral-Côte-d'Opale - Site Saint-Louis, Collège Saint-Joseph de Navarin, Collège et lycée privés Nazareth-Haffreingue, Collège Paul Langevin, Lycée privé Saint-Joseph, Mairie de Wimille, Collège Pilâtre de Rozier, Gare de Wimille - Wimereux, Hôtel de ville de Wimereux. - Arrêts non accessibles aux personnes à mobilité réduite : La Pompe, Palézieux (vers La Plage), Cimetière d'Équihen-Plage, Collège Jean Moulin (vers Wimereux), Liberté, Gare SNCF (vers La Plage), Saint-Michel (vers La Plage), Sergent (vers Wimereux), Wimille – Église, Wimille – Gare. | | | | | | | | |
| A     | Autre : - Amplitude horaire et fréquence : - du lundi au vendredi : de 6 h 0 à 21 h 0 avec un bus toutes les 35 à 45 minutes. - samedis : de 6 h 0 à 21 h 0 avec un bus toutes les 45 minutes. - dimanches et jours fériés: de 8 h 25 à 20 h 30 avec un passage toutes les 140 minutes. - du lundi au samedi en période estivale : de 5 h 40 à 20 h 55 avec un passage toutes les 50 à 55 minutes. - Particularités : - L'arrêt Cimetière d'Équihen-Plage n'est desservi que 2 fois par jour du lundi au samedi après-midi. - Les lundis, mardis, jeudis et vendredis en période scolaire, il existe des services partiels entre Station Liane et Équihen-Plage. - Date de dernière mise à jour : 5 août 2023. | | | | | | | | |
| A     | Dernière actualisation : — | | | | | | | | |
| B1    | (Circulaire) Station Liane ⥋ via Médiathèque du Sandettie, Moka, Dernier Sou | (Circulaire) Station Liane ⥋ via Médiathèque du Sandettie, Moka, Dernier Sou                                | (Circulaire) Station Liane ⥋ via Médiathèque du Sandettie, Moka, Dernier Sou                                | (Circulaire) Station Liane ⥋ via Médiathèque du Sandettie, Moka, Dernier Sou                                | (Circulaire) Station Liane ⥋ via Médiathèque du Sandettie, Moka, Dernier Sou | (Circulaire) Station Liane ⥋ via Médiathèque du Sandettie, Moka, Dernier Sou                                | (Circulaire) Station Liane ⥋ via Médiathèque du Sandettie, Moka, Dernier Sou                                | (Circulaire) Station Liane ⥋ via Médiathèque du Sandettie, Moka, Dernier Sou                                | (Circulaire) Station Liane ⥋ via Médiathèque du Sandettie, Moka, Dernier Sou                                |
| B1    | Ouverture / Fermeture 29 avril 2013 / — | Longueur 7,6 km                                                                                             | Durée 35 min                                                                                                | Nb. d’arrêts 21                                                                                             | Matériel NewA330 GNV Citelis 12 Citelis 12 GNV Citaro Facelift BHNS Citelis 18 Citaro G Facelift BHNS Crealis 12 Citaro C2 Crealis 12 GNV Citaro C2 NGT Urbanway 12 GNV Hybride | Jours de fonctionnement L, Ma, Me, J, V, S                                                                  | Jour / Soir / Nuit / Fêtes O / N / N / N                                                                    | Voy. / an —                                                                                                 | Exploitant CTB                                                                                              |
| B1    | Desserte : - Communes : Boulogne-sur-Mer – Saint-Martin-Boulogne - Principaux lieux desservis : Centre Liane, Université du Littoral-Côte-d'Opale - Site Saint-Louis, Cimetière nord de Boulogne-sur-Mer, Médiathèque du Sandettie, Quartier du Chemin Vert, Colonne de la Grande Armée, Lycée privé Saint-Joseph, Collège Paul Langevin, Collège et lycée privés Nazareth-Haffreingue, Ville fortifiée de Boulogne-sur-Mer, Jardin des Tintelleries, Gare de Boulogne-Tintelleries, Collège Saint-Joseph de Navarin, Centre-ville de Boulogne-sur-Mer, Université du Littoral-Côte-d'Opale - Site de Capécure, IUT du Littoral, Capécure, Communauté d'agglomération du Boulonnais, Casino de Boulogne-sur-Mer. | | | | | | | | |
| B1    | Autre : - Amplitude horaire et fréquence : - du lundi au samedi : de 6 h 50 à 20 h 50 avec un bus toutes les 10 à 20 minutes. - Date de dernière mise à jour : 5 août 2023. | | | | | | | | |
| B1    | Dernière actualisation : — | | | | | | | | |
| B2    | (Circulaire) Station Liane ⥋ via Dernier Sou, Moka, Médiathèque du Sandettie | (Circulaire) Station Liane ⥋ via Dernier Sou, Moka, Médiathèque du Sandettie                                | (Circulaire) Station Liane ⥋ via Dernier Sou, Moka, Médiathèque du Sandettie                                | (Circulaire) Station Liane ⥋ via Dernier Sou, Moka, Médiathèque du Sandettie                                | (Circulaire) Station Liane ⥋ via Dernier Sou, Moka, Médiathèque du Sandettie | (Circulaire) Station Liane ⥋ via Dernier Sou, Moka, Médiathèque du Sandettie                                | (Circulaire) Station Liane ⥋ via Dernier Sou, Moka, Médiathèque du Sandettie                                | (Circulaire) Station Liane ⥋ via Dernier Sou, Moka, Médiathèque du Sandettie                                | (Circulaire) Station Liane ⥋ via Dernier Sou, Moka, Médiathèque du Sandettie                                |
| B2    | Ouverture / Fermeture 29 avril 2013 / — | Longueur 7,6 km                                                                                             | Durée 35 min                                                                                                | Nb. d’arrêts 20                                                                                             | Matériel NewA330 GNV Citelis 12 Citelis 12 GNV Citaro Facelift BHNS Citelis 18 Citaro G Facelift BHNS Crealis 12 Citaro C2 Crealis 12 GNV Citaro C2 NGT Urbanway 12 GNV Hybride | Jours de fonctionnement L, Ma, Me, J, V, S                                                                  | Jour / Soir / Nuit / Fêtes O / N / N / N                                                                    | Voy. / an —                                                                                                 | Exploitant CTB                                                                                              |
| B2    | Desserte : - Communes : Boulogne-sur-Mer – Saint-Martin-Boulogne - Principaux lieux desservis : Centre Liane, Centre-ville de Boulogne-sur-Mer, Sous-préfecture de Boulogne-sur-Mer, CPAM de la Côte d'Opale, Ville fortifiée de Boulogne-sur-Mer, Collège et lycée privés Nazareth-Haffreingue, Collège Paul Langevin, Lycée privé Saint-Joseph, Colonne de la Grande Armée, Quartier du Chemin Vert, Médiathèque du Sandettie, Cimetière nord de Boulogne-sur-Mer, Université du Littoral-Côte-d'Opale - Site de Capécure, IUT du Littoral, Capécure, Communauté d'agglomération du Boulonnais, Casino de Boulogne-sur-Mer. | | | | | | | | |
| B2    | Autre : - Amplitude horaire et fréquence : - du lundi au samedi : de 5 h 0 à 20 h 15 avec un bus toutes les 10 à 20 minutes. - Date de dernière mise à jour : 5 août 2023. | | | | | | | | |
| B2    | Dernière actualisation : — | | | | | | | | |
| C     | Outreau – Service des Mines ⥋ Saint-Martin-Boulogne – Polyclinique / Mont Lambert / Baincthun – Questinghen | Outreau – Service des Mines ⥋ Saint-Martin-Boulogne – Polyclinique / Mont Lambert / Baincthun – Questinghen | Outreau – Service des Mines ⥋ Saint-Martin-Boulogne – Polyclinique / Mont Lambert / Baincthun – Questinghen | Outreau – Service des Mines ⥋ Saint-Martin-Boulogne – Polyclinique / Mont Lambert / Baincthun – Questinghen | Outreau – Service des Mines ⥋ Saint-Martin-Boulogne – Polyclinique / Mont Lambert / Baincthun – Questinghen                                                                     | Outreau – Service des Mines ⥋ Saint-Martin-Boulogne – Polyclinique / Mont Lambert / Baincthun – Questinghen | Outreau – Service des Mines ⥋ Saint-Martin-Boulogne – Polyclinique / Mont Lambert / Baincthun – Questinghen | Outreau – Service des Mines ⥋ Saint-Martin-Boulogne – Polyclinique / Mont Lambert / Baincthun – Questinghen | Outreau – Service des Mines ⥋ Saint-Martin-Boulogne – Polyclinique / Mont Lambert / Baincthun – Questinghen |
| C     | Ouverture / Fermeture 29 avril 2013 / — | Longueur 18,9 km                                                                                            | Durée 45-60 min                                                                                             | Nb. d’arrêts 44                                                                                             | Matériel NewA330 GNV Citelis 12 Citelis 12 GNV Citaro Facelift BHNS Crealis 12 Citaro C2 Crealis 12 GNV Citaro C2 NGT Urbanway 12 GNV Hybride                                   | Jours de fonctionnement L, Ma, Me, J, V, S, D                                                               | Jour / Soir / Nuit / Fêtes O / N / N / O                                                                    | Voy. / an —                                                                                                 | Exploitant CTB                                                                                              |
| C     | Desserte : - Communes : Outreau – Le Portel – Boulogne-sur-Mer – Saint-Martin-Boulogne – Baincthun - Principaux lieux desservis : Aérodrome de Boulogne-sur-Mer - Alprech, Mairie du Portel, Parc de la Falaise, Cimetière de l'Ouest, Quartier Henriville, Université du Littoral-Côte-d'Opale - Site de Capécure, IUT du Littoral, Capécure, Communauté d'agglomération du Boulonnais, Casino de Boulogne-sur-Mer, Centre Liane, Cinéma Les Stars, Gare de Boulogne-Ville, Lycée Édouard Branly, Centre hospitalier de Boulogne-sur-Mer, Lycée Giraux Sannier, Cimetière de Saint-Martin-Boulogne, Polyclinique de la Côte d'Opale, Hameau du Mont Lambert, Mairie de Baincthun, Hameau de Questinghen. - Arrêts non accessibles aux personnes à mobilité réduite : Alprech (vers Service des Mines), Gare SNCF (vers Service des Mines), Branly, Route de l'Hôpital, Église de Saint-Martin, Route de Desvres, Polyclinique (vers Service des Mines), Peulinghen, Mont Lambert, Boudoir, Baincthun – Place, Berthenlaire, Fort-Mahon – Auberge, Allée des Hêtres, Questinghen. | | | | | | | | |
| C     | Autre : - Amplitude horaire et fréquence : - du lundi au vendredi : de 5 h 10 à 20 h 20 avec un bus toutes les 15 minutes. - samedis : de 5 h 10 à 20 h 20 avec un bus toutes les 20 minutes. - dimanches et jours fériés : de 8 h 40 à 19 h 40 avec un passage toutes les 2 heures. - du lundi au samedi en période estivale : de 5 h 10 à 20 h 25 avec un bus toutes les 20 minutes. - Particularités : - La desserte de Mont Lambert est effectuée une fois par heure. - La desserte de Questinghen est effectuée 2 à 3 fois par jour. - Certains bus ont pour origine ou destination Station Liane ou Alprech. - Le dimanche la ligne est limitée au parcours Service des Mines - Mont Lambert. - Date de dernière mise à jour : 5 août 2023. | | | | | | | | |
| C     | Dernière actualisation : — | | | | | | | | |
| D     | Station Liane ⥋ Saint-Martin-Boulogne – Polyclinique | Station Liane ⥋ Saint-Martin-Boulogne – Polyclinique                                                        | Station Liane ⥋ Saint-Martin-Boulogne – Polyclinique                                                        | Station Liane ⥋ Saint-Martin-Boulogne – Polyclinique                                                        | Station Liane ⥋ Saint-Martin-Boulogne – Polyclinique | Station Liane ⥋ Saint-Martin-Boulogne – Polyclinique                                                        | Station Liane ⥋ Saint-Martin-Boulogne – Polyclinique                                                        | Station Liane ⥋ Saint-Martin-Boulogne – Polyclinique                                                        | Station Liane ⥋ Saint-Martin-Boulogne – Polyclinique                                                        |
| D     | Ouverture / Fermeture 29 avril 2013 / — | Longueur 9,5 km                                                                                             | Durée 45 min                                                                                                | Nb. d’arrêts 30                                                                                             | Matériel NewA330 GNV Citelis 12 Citelis 12 GNV Citaro Facelift BHNS Crealis 12 Citaro C2 Crealis 12 GNV Citaro C2 NGT Urbanway 12 GNV Hybride                                   | Jours de fonctionnement L, Ma, Me, J, V, S, D                                                               | Jour / Soir / Nuit / Fêtes O / N / N / O                                                                    | Voy. / an —                                                                                                 | Exploitant CTB                                                                                              |
| D     | Desserte : - Communes : Boulogne-sur-Mer – Wimille – Saint-Martin-Boulogne - Principaux lieux desservis : Centre Liane, Université du Littoral-Côte-d'Opale - Site de Capécure, IUT du Littoral, Capécure, Communauté d'agglomération du Boulonnais, Casino de Boulogne-sur-Mer, Université du Littoral-Côte-d'Opale - Site Saint-Louis, Cimetière nord de Boulogne-sur-Mer, Médiathèque du Sandettie, Quartier du Chemin Vert, Colonne de la Grande Armée, Lycée privé Saint-Joseph, Collège Roger Salengro, Mairie de Saint-Martin-Boulogne, Lycée Giraux Sannier, Centre hospitalier de Boulogne-sur-Mer, Cimetière de Saint-Martin-Boulogne, Polyclinique de la Côte d'Opale. - Arrêts non accessibles aux personnes à mobilité réduite : Percier et Fontaine, Louis David, Chaptal, Marlborough, Bressloff (vers Station Liane), Denacre, Collège Roger Salengro, Gaston Durieux, Giraux Sannier, Église de Saint-Martin, Route de Desvres, Polyclinique (vers Station Liane). | | | | | | | | |
| D     | Autre : - Amplitude horaire et fréquence : - du lundi au vendredi : de 6 h 0 à 20 h 0 avec un bus toutes les 35 à 40 minutes. - samedis : de 6 h 0 à 20 h 0 avec un bus toutes les 40 minutes. - dimanches et jours fériés : de 8 h 30 à 20 h 30 avec un bus toutes les 100 minutes. - du lundi au samedi en période estivale : de 6 h 5 à 20 h 15 avec un bus toutes les 50 minutes. - Le bus a 06h55 dais terminus à Villebois pour ensuite faire la ligne 206 - ligne entre 6h45 et 6h55 ont un passage de 15 minutes - Date de dernière mise à jour : 5 août 2023. | | | | | | | | |
| D     | Dernière actualisation : — | | | | | | | | |
| E     | Saint-Martin-Boulogne – Wicardenne ⥋ Saint-Étienne-au-Mont – Les Quesnelets | Saint-Martin-Boulogne – Wicardenne ⥋ Saint-Étienne-au-Mont – Les Quesnelets                                 | Saint-Martin-Boulogne – Wicardenne ⥋ Saint-Étienne-au-Mont – Les Quesnelets                                 | Saint-Martin-Boulogne – Wicardenne ⥋ Saint-Étienne-au-Mont – Les Quesnelets                                 | Saint-Martin-Boulogne – Wicardenne ⥋ Saint-Étienne-au-Mont – Les Quesnelets | Saint-Martin-Boulogne – Wicardenne ⥋ Saint-Étienne-au-Mont – Les Quesnelets                                 | Saint-Martin-Boulogne – Wicardenne ⥋ Saint-Étienne-au-Mont – Les Quesnelets                                 | Saint-Martin-Boulogne – Wicardenne ⥋ Saint-Étienne-au-Mont – Les Quesnelets                                 | Saint-Martin-Boulogne – Wicardenne ⥋ Saint-Étienne-au-Mont – Les Quesnelets                                 |
| E     | Ouverture / Fermeture 29 avril 2013 / — | Longueur 15 km                                                                                              | Durée 45-50 min                                                                                             | Nb. d’arrêts 35                                                                                             | Matériel NewA330 GNV Citelis 12 Citelis 12 GNV Citaro Facelift BHNS Crealis 12 Citaro C2 Crealis 12 GNV Citaro C2 NGT Urbanway 12 GNV Hybride                                   | Jours de fonctionnement L, Ma, Me, J, V, S, D                                                               | Jour / Soir / Nuit / Fêtes O / N / N / O                                                                    | Voy. / an —                                                                                                 | Exploitant CTB                                                                                              |
| E     | Desserte : - Communes : Saint-Martin-Boulogne – Boulogne-sur-Mer – Saint-Léonard – Outreau – Saint-Étienne-au-Mont - Principaux lieux desservis : Collège Roger Salengro, Mairie de Saint-Martin-Boulogne, Collège privé Nazareth, Cimetière Est, Ville fortifiée de Boulogne-sur-Mer, Stade de la Libération, Lycée Édouard Branly, Collège Angellier, Collège Godefroy de Bouillon, Cinéma Les Stars, Centre Liane, Collège Pierre Daunou, Gare de Boulogne-Ville, Centre commercial E.Leclerc Outreau, Zone d'activités Résurgat, Dépôt CTB, Gare de Pont-de-Briques, Mairie de Saint-Étienne-au-Mont, Stade de la Cachaine, Collège Paul Éluard. - Arrêts non accessibles aux personnes à mobilité réduite : Wicardenne, Bressloff (vers Wicardenne), Denacre, Collège Roger Salengro, Mairie de Saint-Martin, Libération, Résidence Eurvin, Gare SNCF (vers Les Quesnelets), Pitendal, Résurgat, Édouard Vaillant, Résurgat 2, Léo Lagrange, Château (vers Wicardenne), Gaultier, Haffreingue, Roger Cordier, Cité Calonne, La Cachaine. | | | | | | | | |
| E     | Autre : - Amplitude horaire et fréquence : - du lundi au vendredi : de 5 h 55 à 19 h 55 avec un bus toutes les 40 minutes en moyenne. - samedis : de 6 h 30 à 19 h 55 avec un bus toutes les 40 minutes en moyenne. - dimanches et jours fériés : de 8 h 50 à 19 h 35 avec un bus toutes les 2 heures. - du lundi au samedi en période estivale : de 5 h 55 à 20 h 0 avec un bus toutes les 60 minutes. - Date de dernière mise à jour : 5 août 2023. | | | | | | | | |
| E     | Dernière actualisation : — | | | | | | | | |
| F     | Outreau – Beethoven ⥋ Wimereux – Baston | Outreau – Beethoven ⥋ Wimereux – Baston                                                                     | Outreau – Beethoven ⥋ Wimereux – Baston                                                                     | Outreau – Beethoven ⥋ Wimereux – Baston                                                                     | Outreau – Beethoven ⥋ Wimereux – Baston | Outreau – Beethoven ⥋ Wimereux – Baston                                                                     | Outreau – Beethoven ⥋ Wimereux – Baston                                                                     | Outreau – Beethoven ⥋ Wimereux – Baston                                                                     | Outreau – Beethoven ⥋ Wimereux – Baston                                                                     |
| F     | Ouverture / Fermeture 29 avril 2013 / — | Longueur 15,2 km                                                                                            | Durée 50 min                                                                                                | Nb. d’arrêts 42                                                                                             | Matériel NewA330 GNV Citelis 12 Citelis 12 GNV Citaro Facelift BHNS Crealis 12 Citaro C2 Crealis 12 GNV Citaro C2 NGT Urbanway 12 GNV Hybride                                   | Jours de fonctionnement L, Ma, Me, J, V, S, D                                                               | Jour / Soir / Nuit / Fêtes O / N / N / O                                                                    | Voy. / an —                                                                                                 | Exploitant CTB                                                                                              |
| F     | Desserte : - Communes : Outreau – Boulogne-sur-Mer – Wimereux - Principaux lieux desservis : Collège Jean Moulin, Parc du Mont Soleil, Lycée professionnel du Professeur Clerc, Collège Albert Camus, Cimetière d'Outreau, Complexe sportif Jean-Marie François, Parc d'activités Garromanche, Gare de Boulogne-Ville, Collège Pierre Daunou, Centre Liane, Cinéma Les Stars, Université du Littoral-Côte-d'Opale - Site de Capécure, IUT du Littoral, Capécure, Communauté d'agglomération du Boulonnais, Casino de Boulogne-sur-Mer, Chambre de Commerce et de l'Industrie Littoral Hauts-de-France, IFREMER - Centre de Boulogne, Nausicaá - Centre national de la mer, Jardins de Nausicaá, Plage de Boulogne-sur-Mer, Stade de la Légion d'Honneur, Fort de la Crèche, Pointe de la Crèche, Mairie de Wimereux, Cimetière de Wimereux, Stade Victor Lemoine, Parc du Bon Air. - Arrêts non accessibles aux personnes à mobilité réduite : Huit Mai, Mont Neuf, Gare SNCF (vers Beethoven), Victoires, Descente à la Mer (vers Baston), Messager, Baston. | | | | | | | | |
| F     | Autre : - Amplitude horaire et fréquence : - du lundi au samedi : de 5 h 25 à 20 h 30 avec un bus toutes les 45 à 50 minutes. - dimanches et jours fériés : de 9 h 0 à 20 h 40 avec un bus toutes les 2 heures. - du lundi au samedi en période estivale : de 5 h 20 à 20 h 55 avec un bus toutes les 55 à 60 minutes. - Particularités : - Le premier départ de Baston dessert l'arrêt La Plaine à Wimille. - Du lundi au vendredi en période scolaire, des renforts scolaires circulent entre Collège Pilâtre de Rozier à Wimille et Saint-Saëns en reprenant l'itinéraire de la ligne. - Date de dernière mise à jour : 5 août 2023. | | | | | | | | |
| F     | Dernière actualisation : — | | | | | | | | |
| G     | Station Liane ⥋ Saint-Léonard – Léo Delibes / Isques – Le Village / Hesdin-l'Abbé – Les Écoles | Station Liane ⥋ Saint-Léonard – Léo Delibes / Isques – Le Village / Hesdin-l'Abbé – Les Écoles              | Station Liane ⥋ Saint-Léonard – Léo Delibes / Isques – Le Village / Hesdin-l'Abbé – Les Écoles              | Station Liane ⥋ Saint-Léonard – Léo Delibes / Isques – Le Village / Hesdin-l'Abbé – Les Écoles              | Station Liane ⥋ Saint-Léonard – Léo Delibes / Isques – Le Village / Hesdin-l'Abbé – Les Écoles                                                                                  | Station Liane ⥋ Saint-Léonard – Léo Delibes / Isques – Le Village / Hesdin-l'Abbé – Les Écoles              | Station Liane ⥋ Saint-Léonard – Léo Delibes / Isques – Le Village / Hesdin-l'Abbé – Les Écoles              | Station Liane ⥋ Saint-Léonard – Léo Delibes / Isques – Le Village / Hesdin-l'Abbé – Les Écoles              | Station Liane ⥋ Saint-Léonard – Léo Delibes / Isques – Le Village / Hesdin-l'Abbé – Les Écoles              |
| G     | Ouverture / Fermeture 29 avril 2013 / — | Longueur 15,1 km                                                                                            | Durée 25-45 min                                                                                             | Nb. d’arrêts 31                                                                                             | Matériel NewA330 GNV Citelis 12 Citelis 12 GNV Citaro Facelift BHNS Crealis 12 Citaro C2 Crealis 12 GNV Citaro C2 NGT Urbanway 12 GNV Hybride                                   | Jours de fonctionnement L, Ma, Me, J, V, S, D                                                               | Jour / Soir / Nuit / Fêtes O / N / N / O                                                                    | Voy. / an —                                                                                                 | Exploitant CTB                                                                                              |
| G     | Desserte : - Communes : Boulogne-sur-Mer – Saint-Martin-Boulogne – Saint-Léonard – Isques – Hesdin-l'Abbé - Principaux lieux desservis : Centre Liane, Cinéma Les Stars, Collège Angellier, Collège Godefroy de Bouillon, Espace de la Faïencerie, Théâtre Rollmops, Église Saint-Léonard de Saint-Léonard, Cimetière de Saint-Léonard, Mairie de Saint-Léonard, Château de Pont-de-Briques, Mairie d'Isques, Stade Yves Joly, Zone d'activités La Canardière, Parc du Château d'Hesdin-l'Abbé. - Arrêts non accessibles aux personnes à mobilité réduite : Auguste Comte, Rosny, La Madeleine, Le Plateau, Pitendal, Petit Caporal, Beaucerf, Cité Aurore, Champ Fleury (vers Station Liane), Pont Feuillet, Mairie de Saint-Léonard, Avenue du Moulin, Bertrand Crouy, Château de Pont-de-Briques, Mairie de Isques, Les Castors (vers Isques – Le Village), Église de Isques, Isques – Le Village, Trois Fontaines, Le Manoir (vers Station Liane), Les Écoles. | | | | | | | | |
| G     | Autre : - Amplitude horaire et fréquence : - du lundi au vendredi : de 6 h 15 à 20 h 15 avec un bus toutes les 45 à 60 minutes. - samedis : de 6 h 50 à 20 h 35 avec un bus toutes les 90 minutes. - dimanches et jours fériés : de 10 h 10 à 19 h 35 avec un passage toutes les 2 heures. - du lundi au samedi en période estivale : de 6 h 50 à 20 h 25 avec un bus toutes les 90 minutes. - Particularités : - Les dimanches et jours fériés, la ligne circule uniquement entre Station Liane et Léo Delibes. - Les arrêts Bertrand Crouy, La Vallée et Route d'Echinghen ne sont desservis que 3 à 4 fois en semaine et une fois le dimanche et uniquement en direction de Station Liane. - Les bus à destination d'Isques et de Hesdin-l'Abbé desservent systématiquement Léo Delibes. - Un bus sur deux en moyenne a pour terminus Isques – Le Village. - Hesdin-l'Abbé est desservi 4 à 5 fois par jour. - Les bus à destination de Hesdin-l'Abbé desservent systématiquement Isques – Le Village. - Date de dernière mise à jour : 5 août 2023. | | | | | | | | |
| G     | Dernière actualisation : — | | | | | | | | |
| H     | Station Liane ⥋ Le Portel – Alprech | Station Liane ⥋ Le Portel – Alprech                                                                         | Station Liane ⥋ Le Portel – Alprech                                                                         | Station Liane ⥋ Le Portel – Alprech                                                                         | Station Liane ⥋ Le Portel – Alprech | Station Liane ⥋ Le Portel – Alprech                                                                         | Station Liane ⥋ Le Portel – Alprech                                                                         | Station Liane ⥋ Le Portel – Alprech                                                                         | Station Liane ⥋ Le Portel – Alprech                                                                         |
| H     | Ouverture / Fermeture 29 avril 2013 / — | Longueur 9,3 km                                                                                             | Durée 30 min                                                                                                | Nb. d’arrêts 21                                                                                             | Matériel NewA330 GNV Citelis 12 Citelis 12 GNV Citaro Facelift BHNS Crealis 12 Citaro C2 Crealis 12 GNV Citaro C2 NGT Urbanway 12 GNV Hybride                                   | Jours de fonctionnement L, Ma, Me, J, V, S                                                                  | Jour / Soir / Nuit / Fêtes O / N / N / N                                                                    | Voy. / an —                                                                                                 | Exploitant CTB                                                                                              |
| H     | Desserte : - Communes : Boulogne-sur-Mer – Saint-Martin-Boulogne – Saint-Léonard – Outreau – Le Portel - Principaux lieux desservis : Centre Liane, Cinéma Les Stars, Collège Pierre Daunou, Gare de Boulogne-Ville, Centre commercial E.Leclerc Outreau, Zone d'activités Résurgat, Parc d'activités Garromanche, Complexe sportif Jean-Marie François, Cimetière d'Outreau, Collège Albert Camus, Lycée professionnel du Professeur Clerc, Hôtel de ville d'Outreau, Piscine Océane, Parc du Mont Soleil, Collège Jean Moulin, Mairie du Portel, Cimetière du Portel. - Arrêts non accessibles aux personnes à mobilité réduite : Pitendal, Résurgat, Édouard Vaillant, Desmoulins, HLM, Roger Salengro, Huit Mai, Professeur Clerc, Les Fleurs, Cité République, Alprech. | | | | | | | | |
| H     | Autre : - Amplitude horaire et fréquence : - du lundi au samedi : de 6 h 50 à 20 h 15 avec un bus toutes les 45 minutes. - Date de dernière mise à jour : 5 août 2023. | | | | | | | | |
| H     | Dernière actualisation : — | | | | | | | | |
| I     | Station Liane / Mairie de Saint-Étienne-au-Mont ⥋ Saint-Étienne-au-Mont – Val d'Écault | Station Liane / Mairie de Saint-Étienne-au-Mont ⥋ Saint-Étienne-au-Mont – Val d'Écault                      | Station Liane / Mairie de Saint-Étienne-au-Mont ⥋ Saint-Étienne-au-Mont – Val d'Écault                      | Station Liane / Mairie de Saint-Étienne-au-Mont ⥋ Saint-Étienne-au-Mont – Val d'Écault                      | Station Liane / Mairie de Saint-Étienne-au-Mont ⥋ Saint-Étienne-au-Mont – Val d'Écault                                                                                          | Station Liane / Mairie de Saint-Étienne-au-Mont ⥋ Saint-Étienne-au-Mont – Val d'Écault                      | Station Liane / Mairie de Saint-Étienne-au-Mont ⥋ Saint-Étienne-au-Mont – Val d'Écault                      | Station Liane / Mairie de Saint-Étienne-au-Mont ⥋ Saint-Étienne-au-Mont – Val d'Écault                      | Station Liane / Mairie de Saint-Étienne-au-Mont ⥋ Saint-Étienne-au-Mont – Val d'Écault                      |
| I     | Ouverture / Fermeture 29 avril 2013 / — | Longueur 12 km                                                                                              | Durée 15-30 min                                                                                             | Nb. d’arrêts 33                                                                                             | Matériel NewA330 GNV Citelis 12 Citelis 12 GNV Citaro Facelift BHNS Crealis 12 Citaro C2 Crealis 12 GNV Citaro C2 NGT GX 137 Urbanway 12 GNV Hybride                            | Jours de fonctionnement L, Ma, Me, J, V, S                                                                  | Jour / Soir / Nuit / Fêtes O / N / N / N                                                                    | Voy. / an —                                                                                                 | Exploitant CTB                                                                                              |
| I     | Desserte : - Communes : Boulogne-sur-Mer – Outreau – Saint-Étienne-au-Mont - Principaux lieux desservis : Centre Liane, Cinéma Les Stars, Collège Pierre Daunou, Gare de Boulogne-Ville, Mairie de Saint-Étienne-au-Mont, Gare de Pont-de-Briques, Stade de la Cachaine, Collège Paul Éluard, Hameau d'Écault. - Arrêts non accessibles aux personnes à mobilité réduite : Gare SNCF (vers Val d'Écault), Mont Neuf, Huit Mai, Mazurettes, Château d'Eau, Rue Verte, La Grimpette, Léo Lagrange, Château (vers Wicardenne), Gaultier, Haffreingue, Rue du Stade, La Cachaine, Paul Éluard, Olympe, Église d'Écault, Calvaire, École, Écault – Centre (vers Val d'Écault), La Fontaine (vers Station Liane), Sauvageonnes, Les Garennes, Val d'Écault. | | | | | | | | |
| I     | Autre : - Amplitude horaire et fréquence : - du lundi au vendredi : de 6 h 55 à 19 h 10 avec 8 allers-retours dans la journée. - samedis : de 6 h 55 à 19 h 5 avec 5,5 allers-retours dans la journée. - du lundi au samedi en période estivale : de 6 h 55 à 19 h 5 avec 6 allers-retours dans la journée. - Particularités : - Certaines courses sont directes entre les arrêts Église d'Écault et Petit Paradis. - Du lundi au vendredi en période scolaire, des renforts circulent entre Collège Albert Camus et Édouard Vaillant. - Date de dernière mise à jour : 5 août 2023. | | | | | | | | |
| I     | Dernière actualisation : — | | | | | | | | |
| K1    | (Circulaire) Station Liane ⥋ via Navarin – ULCO, Beaurepaire, Dugand – Bucaille | (Circulaire) Station Liane ⥋ via Navarin – ULCO, Beaurepaire, Dugand – Bucaille                             | (Circulaire) Station Liane ⥋ via Navarin – ULCO, Beaurepaire, Dugand – Bucaille                             | (Circulaire) Station Liane ⥋ via Navarin – ULCO, Beaurepaire, Dugand – Bucaille                             | (Circulaire) Station Liane ⥋ via Navarin – ULCO, Beaurepaire, Dugand – Bucaille                                                                                                 | (Circulaire) Station Liane ⥋ via Navarin – ULCO, Beaurepaire, Dugand – Bucaille                             | (Circulaire) Station Liane ⥋ via Navarin – ULCO, Beaurepaire, Dugand – Bucaille                             | (Circulaire) Station Liane ⥋ via Navarin – ULCO, Beaurepaire, Dugand – Bucaille                             | (Circulaire) Station Liane ⥋ via Navarin – ULCO, Beaurepaire, Dugand – Bucaille                             |
| K1    | Ouverture / Fermeture 29 avril 2013 / — | Longueur 5,9 km                                                                                             | Durée 25 min                                                                                                | Nb. d’arrêts 15                                                                                             | Matériel GX 137 | Jours de fonctionnement L, Ma, Me, J, V, S, D                                                               | Jour / Soir / Nuit / Fêtes O / N / N / O                                                                    | Voy. / an —                                                                                                 | Exploitant CTB                                                                                              |
| K1    | Desserte : - Commune : Boulogne-sur-Mer - Principaux lieux desservis : Centre Liane, Université du Littoral-Côte-d'Opale - Site Saint-Louis, Collège Saint-Joseph de Navarin, Collège Paul Langevin, Lycée Mariette, Complexe sportif universitaire, Cimetière nord de Boulogne-sur-Mer, Université du Littoral-Côte-d'Opale - Site de Capécure, IUT du Littoral, Capécure, Communauté d'agglomération du Boulonnais, Casino de Boulogne-sur-Mer. - Arrêts non accessibles aux personnes à mobilité réduite : Louis Duflos, Beaurepaire, Dugand Bucaille, Flotille, Baron Bucaille. | | | | | | | | |
| K1    | Autre : - Amplitude horaire et fréquence : - du lundi au samedi : de 7 h 0 à 19 h 35 avec un bus toutes les 100 minutes. - dimanches et jours fériés : de 14 h 45 à 19 h 25 avec un passage toutes les 150 minutes. - Date de dernière mise à jour : 5 août 2023. | | | | | | | | |
| K1    | Dernière actualisation : — | | | | | | | | |
| K2    | (Circulaire) Station Liane ⥋ via Résidence Eurvin, Bréquerecque | (Circulaire) Station Liane ⥋ via Résidence Eurvin, Bréquerecque                                             | (Circulaire) Station Liane ⥋ via Résidence Eurvin, Bréquerecque                                             | (Circulaire) Station Liane ⥋ via Résidence Eurvin, Bréquerecque                                             | (Circulaire) Station Liane ⥋ via Résidence Eurvin, Bréquerecque | (Circulaire) Station Liane ⥋ via Résidence Eurvin, Bréquerecque                                             | (Circulaire) Station Liane ⥋ via Résidence Eurvin, Bréquerecque                                             | (Circulaire) Station Liane ⥋ via Résidence Eurvin, Bréquerecque                                             | (Circulaire) Station Liane ⥋ via Résidence Eurvin, Bréquerecque                                             |
| K2    | Ouverture / Fermeture 29 avril 2013 / — | Longueur 9,1 km                                                                                             | Durée 35 min                                                                                                | Nb. d’arrêts 25                                                                                             | Matériel GX 137 | Jours de fonctionnement L, Ma, Me, J, V, S, D                                                               | Jour / Soir / Nuit / Fêtes O / N / N / O                                                                    | Voy. / an —                                                                                                 | Exploitant CTB                                                                                              |
| K2    | Desserte : - Communes : Boulogne-sur-Mer – Saint-Martin-Boulogne - Principaux lieux desservis : Centre Liane, Centre-ville de Boulogne-sur-Mer, Ville fortifiée de Boulogne-sur-Mer, Stade de la Libération, Cimetière Est, Lycée Édouard Branly, Centre de secours principal de Boulogne-sur-Mer, Gare de Boulogne-Ville, Collège Pierre Daunou. | | | | | | | | |
| K2    | Autre : - Amplitude horaire et fréquence : - du lundi au samedi : de 9 h 40 à 18 h 40 avec un bus toutes les 100 minutes. - dimanches et jours fériés : de 14 h 0 à 19 h 0 avec un bus toutes les 150 minutes. - Date de dernière mise à jour : 5 août 2023. | | | | | | | | |
| K2    | Dernière actualisation : — | | | | | | | | |
| L     | Station Liane ⥋ La Capelle – Chailly / Baincthun – Macquinghen | Station Liane ⥋ La Capelle – Chailly / Baincthun – Macquinghen                                              | Station Liane ⥋ La Capelle – Chailly / Baincthun – Macquinghen                                              | Station Liane ⥋ La Capelle – Chailly / Baincthun – Macquinghen                                              | Station Liane ⥋ La Capelle – Chailly / Baincthun – Macquinghen | Station Liane ⥋ La Capelle – Chailly / Baincthun – Macquinghen                                              | Station Liane ⥋ La Capelle – Chailly / Baincthun – Macquinghen                                              | Station Liane ⥋ La Capelle – Chailly / Baincthun – Macquinghen                                              | Station Liane ⥋ La Capelle – Chailly / Baincthun – Macquinghen                                              |
| L     | Ouverture / Fermeture 17 août 2015 / — | Longueur 18,4 km                                                                                            | Durée 35-45 min                                                                                             | Nb. d’arrêts 34                                                                                             | Matériel NewA330 GNV Citelis 12 Citelis 12 GNV Citaro Facelift BHNS Citelis 18 Citaro G Facelift BHNS Crealis 12 Citaro C2 Crealis 12 GNV Citaro C2 NGT Urbanway 12 GNV Hybride | Jours de fonctionnement L, Ma, Me, J, V, S, D                                                               | Jour / Soir / Nuit / Fêtes O / N / N / O                                                                    | Voy. / an —                                                                                                 | Exploitant CTB                                                                                              |
| L     | Desserte : - Communes : Boulogne-sur-Mer – Saint-Martin-Boulogne – La Capelle-lès-Boulogne – Baincthun - Principaux lieux desservis : Centre Liane, Université du Littoral-Côte-d'Opale - Site de Capécure, IUT du Littoral, Capécure, Communauté d'agglomération du Boulonnais, Casino de Boulogne-sur-Mer, Centre-ville de Boulogne-sur-Mer, Gare de Boulogne-Tintelleries, Collège Saint-Joseph de Navarin, CPAM de la Côte d'Opale, Ville fortifiée de Boulogne-sur-Mer, Cimetière Est, Collège privé Nazareth, Mairie de Saint-Martin-Boulogne, Piscine-Patinoire Hélicéa, Zone d'activités de l'Inquétrie, Zone commerciale de l'Inquétrie, Mairie de La Capelle-lès-Boulogne, Hameau de Macquinghen. - Arrêts non accessibles aux personnes à mobilité réduite : Inquétrie 1, Inquétrie 2, Inquétrie 3, Inquétrie 4, Inquétrie 5, Inquétrie 6, Inquétrie 7, Inquétrie 8, Chailly (vers Macquinghen), Macquinghen. | | | | | | | | |
| L     | Autre : - Amplitude horaire et fréquence : - du lundi au samedi : de 6 h 25 à 20 h 25 avec un bus toutes les 60 minutes. - dimanches et jours fériés : de 9 h 10 à 19 h 40 avec un bus toutes les 75 minutes. - du lundi au samedi en période estivale : de 6 h 30 à 20 h 15 avec un bus toutes les 60 minutes. - Particularités : - La desserte de Macquinghen est effectuée 6 fois par jour, du lundi au samedi uniquement. - La desserte de la zone de l'Inquétrie (arrêts Inquétrie 1 à Inquétrie 8), est effectuée 2 fois par jour et par sens du lundi au samedi. - Date de dernière mise à jour : 5 août 2023. | | | | | | | | |
| L     | Dernière actualisation : — | | | | | | | | |
| M1    | (Circulaire) Station Liane ⥋ via Résurgat, Château de Pont-de-Briques, Ostrohove, Henneguelle | (Circulaire) Station Liane ⥋ via Résurgat, Château de Pont-de-Briques, Ostrohove, Henneguelle               | (Circulaire) Station Liane ⥋ via Résurgat, Château de Pont-de-Briques, Ostrohove, Henneguelle               | (Circulaire) Station Liane ⥋ via Résurgat, Château de Pont-de-Briques, Ostrohove, Henneguelle               | (Circulaire) Station Liane ⥋ via Résurgat, Château de Pont-de-Briques, Ostrohove, Henneguelle                                                                                   | (Circulaire) Station Liane ⥋ via Résurgat, Château de Pont-de-Briques, Ostrohove, Henneguelle               | (Circulaire) Station Liane ⥋ via Résurgat, Château de Pont-de-Briques, Ostrohove, Henneguelle               | (Circulaire) Station Liane ⥋ via Résurgat, Château de Pont-de-Briques, Ostrohove, Henneguelle               | (Circulaire) Station Liane ⥋ via Résurgat, Château de Pont-de-Briques, Ostrohove, Henneguelle               |
| M1    | Ouverture / Fermeture 29 août 2022 / — | Longueur 14,5 km                                                                                            | Durée 35-45 min                                                                                             | Nb. d’arrêts 26                                                                                             | Matériel NewA330 GNV Citelis 12 Citelis 12 GNV Citaro Facelift BHNS Crealis 12 Citaro C2 Crealis 12 GNV Citaro C2 NGT GX 137 Urbanway 12 GNV Hybride                            | Jours de fonctionnement L, Ma, Me, J, V, S                                                                  | Jour / Soir / Nuit / Fêtes O / N / N / N                                                                    | Voy. / an —                                                                                                 | Exploitant CTB                                                                                              |
| M1    | Desserte : - Communes : Boulogne-sur-Mer – Outreau – Saint-Léonard – Saint-Martin-Boulogne - Principaux lieux desservis : Centre Liane, Université du Littoral-Côte-d'Opale - Site de Capécure, IUT du Littoral, Capécure, Communauté d'agglomération du Boulonnais, Casino de Boulogne-sur-Mer, Salle Damrémont, Zone d'activités Résurgat, Centre commercial E.Leclerc Outreau, Zone d'activités de la Liane, Château de Pont-de-Briques, Centre culturel Georges Brassens, Quartier Ostrohove, Théâtre Rollmops, Espace de la Faïencerie, Collège Angellier, Collège Godefroy de Bouillon. - Arrêts non accessibles aux personnes à mobilité réduite : Séliane, Crown Emballage, Résurgat 1, Résurgat, Blériot, Delattre, S.I.B., Lavandières, Château de Pont-de-Briques, Pitendal, Orme, Cité, Ostrohove, Le Plateau, La Madeleine, Rosny, Auguste Comte. | | | | | | | | |
| M1    | Autre : - Amplitude horaire et fréquence : - du lundi au vendredi : de 5 h 35 à 19 h 10 avec un bus toutes les 50 minutes en moyenne. - samedis : de 8 h 35 à 19 h 10 avec un bus toutes les 50 minutes en moyenne. - du lundi au samedi en période estivale : de 5 h 35 à 19 h 10 avec un bus toutes les 50 minutes en moyenne. - Particularités : - La desserte des arrêts Blériot, Delattre, S.I.B., Lavandières et Château de Pont-de-Briques n'est effectuée qu'une fois par jour du lundi au vendredi. - En période estivale, les deux premiers départs ne sont pas effectués le samedi. - Date de dernière mise à jour : 5 août 2023. | | | | | | | | |
| M1    | Dernière actualisation : — | | | | | | | | |
| M2    | (Circulaire) Station Liane ⥋ via Henneguelle, Ostrohove, Château de Pont-de-Briques, Résurgat | (Circulaire) Station Liane ⥋ via Henneguelle, Ostrohove, Château de Pont-de-Briques, Résurgat               | (Circulaire) Station Liane ⥋ via Henneguelle, Ostrohove, Château de Pont-de-Briques, Résurgat               | (Circulaire) Station Liane ⥋ via Henneguelle, Ostrohove, Château de Pont-de-Briques, Résurgat               | (Circulaire) Station Liane ⥋ via Henneguelle, Ostrohove, Château de Pont-de-Briques, Résurgat                                                                                   | (Circulaire) Station Liane ⥋ via Henneguelle, Ostrohove, Château de Pont-de-Briques, Résurgat               | (Circulaire) Station Liane ⥋ via Henneguelle, Ostrohove, Château de Pont-de-Briques, Résurgat               | (Circulaire) Station Liane ⥋ via Henneguelle, Ostrohove, Château de Pont-de-Briques, Résurgat               | (Circulaire) Station Liane ⥋ via Henneguelle, Ostrohove, Château de Pont-de-Briques, Résurgat               |
| M2    | Ouverture / Fermeture 29 août 2022 / — | Longueur 15,2 km                                                                                            | Durée 35-45 min                                                                                             | Nb. d’arrêts 25                                                                                             | Matériel NewA330 GNV Citelis 12 Citelis 12 GNV Citaro Facelift BHNS Crealis 12 Citaro C2 Crealis 12 GNV Citaro C2 NGT GX 137 Urbanway 12 GNV Hybride                            | Jours de fonctionnement L, Ma, Me, J, V, S                                                                  | Jour / Soir / Nuit / Fêtes O / N / N / N                                                                    | Voy. / an —                                                                                                 | Exploitant CTB                                                                                              |
| M2    | Desserte : - Communes : Boulogne-sur-Mer – Saint-Martin-Boulogne – Saint-Léonard – Outreau - Principaux lieux desservis : Centre Liane, Cinéma Les Stars, Centre-ville de Boulogne-sur-Mer, Collège Angellier, Collège Godefroy de Bouillon, Espace de la Faïencerie, Théâtre Rollmops, Centre culturel Georges Brassens, Quartier Ostrohove, Centre commercial E.Leclerc Outreau, Zone d'activités de la Liane, Château de Pont-de-Briques, Zone d'activités Résurgat, Salle Damrémont, Capécure. - Arrêts non accessibles aux personnes à mobilité réduite : Auguste Comte, Rosny, La Madeleine, Le Plateau, Orme, Cité, Ostrohove, Pitendal, Blériot, Delattre, S.I.B., Lavandières, Château de Pont-de-Briques, Résurgat, Crown Emballage. | | | | | | | | |
| M2    | Autre : - Amplitude horaire et fréquence : - du lundi au vendredi : de 7 h 20 à 19 h 10 avec un bus toutes les 50 minutes en moyenne. - samedis : de 8 h 10 à 19 h 10 avec un bus toutes les 50 minutes en moyenne. - du lundi au samedi en période estivale : de 8 h 10 à 19 h 15 avec un bus toutes les 50 minutes en moyenne. - Particularités : - La desserte des arrêts Blériot, Delattre, S.I.B., Lavandières et Château de Pont-de-Briques n'est effectuée qu'une fois par jour du lundi au vendredi. - Date de dernière mise à jour : 5 août 2023. | | | | | | | | |
| M2    | Dernière actualisation : — | | | | | | | | |
| O     | Station Liane ⥋ Outreau – Service des Mines | Station Liane ⥋ Outreau – Service des Mines                                                                 | Station Liane ⥋ Outreau – Service des Mines                                                                 | Station Liane ⥋ Outreau – Service des Mines                                                                 | Station Liane ⥋ Outreau – Service des Mines | Station Liane ⥋ Outreau – Service des Mines                                                                 | Station Liane ⥋ Outreau – Service des Mines                                                                 | Station Liane ⥋ Outreau – Service des Mines                                                                 | Station Liane ⥋ Outreau – Service des Mines                                                                 |
| O     | Ouverture / Fermeture 4 septembre 2017 / — | Longueur 7,9 km                                                                                             | Durée 25 min                                                                                                | Nb. d’arrêts 25                                                                                             | Matériel NewA330 GNV Citelis 12 Citelis 12 GNV Citaro Facelift BHNS Crealis 12 Citaro C2 Crealis 12 GNV Citaro C2 NGT Urbanway 12 GNV Hybride                                   | Jours de fonctionnement L, Ma, Me, J, V, S, D                                                               | Jour / Soir / Nuit / Fêtes O / N / N / O                                                                    | Voy. / an —                                                                                                 | Exploitant CTB                                                                                              |
| O     | Desserte : - Communes : Boulogne-sur-Mer – Outreau - Principaux lieux desservis : Centre Liane, Collège Pierre Daunou, Gare de Boulogne-Ville, Bois Farjon, Cimetière d'Outreau, Hôtel de ville d'Outreau, Lycée professionnel du Professeur Clerc, Collège Albert Camus, Complexe sportif Jean-Marie François, Cimetière de Berquen, Quartier de la Tour du Renard, Parc du Mont Soleil, Aérodrome de Boulogne-sur-Mer - Alprech. - Arrêts non accessibles aux personnes à mobilité réduite : Gare SNCF (vers Service des Mines), Vieux Mont, Mont Plaisir, Résistance, Lalligand (vers Station Liane), Liberté, Denis (vers Service des Mines), Rue du Biez, Professeur Clerc, Mazurettes, Tour du Renard (vers Station Liane), Maison de Services, Aisne. | | | | | | | | |
| O     | Autre : - Amplitude horaire et fréquence : - du lundi au vendredi : de 6 h 40 à 20 h 10 avec un bus toutes les 30 minutes en heures de pointe et toutes les 60 minutes en heures creuses. - samedis : de 6 h 40 à 20 h 10 avec un bus toutes les 60 minutes. - dimanches et jours fériés : de 13 h 30 à 20 h 0 avec un passage toutes les 70 à 80 minutes. - du lundi au samedi en période estivale : de 6 h 45 à 20 h 10 avec un bus toutes les 60 minutes. - Date de dernière mise à jour : 5 août 2023. | | | | | | | | |
| O     | Dernière actualisation : — | | | | | | | | |
| P     | Station Liane ⥋ Le Portel – Alprech | Station Liane ⥋ Le Portel – Alprech                                                                         | Station Liane ⥋ Le Portel – Alprech                                                                         | Station Liane ⥋ Le Portel – Alprech                                                                         | Station Liane ⥋ Le Portel – Alprech | Station Liane ⥋ Le Portel – Alprech                                                                         | Station Liane ⥋ Le Portel – Alprech                                                                         | Station Liane ⥋ Le Portel – Alprech                                                                         | Station Liane ⥋ Le Portel – Alprech                                                                         |
| P     | Ouverture / Fermeture 29 août 2022 / — | Longueur 11,7 km                                                                                            | Durée 25 min                                                                                                | Nb. d’arrêts 28                                                                                             | Matériel NewA330 GNV Citelis 12 Citelis 12 GNV Citaro Facelift BHNS Crealis 12 Citaro C2 Crealis 12 GNV Citaro C2 NGT Urbanway 12 GNV Hybride                                   | Jours de fonctionnement D                                                                                   | Jour / Soir / Nuit / Fêtes O / N / N / O                                                                    | Voy. / an —                                                                                                 | Exploitant CTB                                                                                              |
| P     | Desserte : - Communes : Boulogne-sur-Mer – Outreau – Le Portel - Principaux lieux desservis : Centre Liane, Centre-ville de Boulogne-sur-Mer, Espace La Faïencerie, Théâtre Rollmops, Centre culturel Georges Brassens, Quartier Ostrohove, Centre commercial E.Leclerc Outreau, Zone d'activités Résurgat, Parc d'activités Garromanche, Cimetière d'Outreau, Parc du Mont Soleil, Piscine Océane, Cimetière du Portel. - Arrêts non accessibles aux personnes à mobilité réduite : Auguste Comte, Rosny, La Madeleine, Le Plateau, Orme, Cité, Ostrohove, Pitendal, Résurgat, Édouard Vaillant, Desmoulins, HLM, Roger Salengro, Huit Mai, Professeur Clerc, Les Fleurs, Cité République, Alprech. | | | | | | | | |
| P     | Autre : - Amplitude horaire et fréquence : - dimanches et jours fériés : de 9 h 5 à 19 h 45 avec un passage toutes les 60 minutes. - Date de dernière mise à jour : 5 août 2023. | | | | | | | | |
| P     | Dernière actualisation : — | | | | | | | | |

### Navettes
| Ligne | Caractéristiques | Caractéristiques                                                   | Caractéristiques                                                   | Caractéristiques                                                   | Caractéristiques                                                   | Caractéristiques                                                   | Caractéristiques                                                   | Caractéristiques                                                   | Caractéristiques                                                   |
| N     | Néo | Néo                                                                | Néo                                                                | Néo                                                                | Néo                                                                | Néo                                                                | Néo                                                                | Néo                                                                | Néo                                                                |
| N     | (Circulaire) Place Dalton ⥋ via Sécurité Sociale, Résidence Eurvin | (Circulaire) Place Dalton ⥋ via Sécurité Sociale, Résidence Eurvin | (Circulaire) Place Dalton ⥋ via Sécurité Sociale, Résidence Eurvin | (Circulaire) Place Dalton ⥋ via Sécurité Sociale, Résidence Eurvin | (Circulaire) Place Dalton ⥋ via Sécurité Sociale, Résidence Eurvin | (Circulaire) Place Dalton ⥋ via Sécurité Sociale, Résidence Eurvin | (Circulaire) Place Dalton ⥋ via Sécurité Sociale, Résidence Eurvin | (Circulaire) Place Dalton ⥋ via Sécurité Sociale, Résidence Eurvin | (Circulaire) Place Dalton ⥋ via Sécurité Sociale, Résidence Eurvin |
| ----- | --- | ------------------------------------------------------------------ | ------------------------------------------------------------------ | ------------------------------------------------------------------ | ------------------------------------------------------------------ | ------------------------------------------------------------------ | ------------------------------------------------------------------ | ------------------------------------------------------------------ | ------------------------------------------------------------------ |
| N     | Ouverture / Fermeture 4 septembre 2017 / — | Longueur 2,7 km                                                    | Durée 15 min                                                       | Nb. d’arrêts 9                                                     | Matériel Fiat Ducato GX 137                                        | Jours de fonctionnement L, Ma, Me, J, V, S                         | Jour / Soir / Nuit / Fêtes O / N / N / N                           | Voy. / an —                                                        | Exploitant CTB                                                     |
| N     | Desserte : - Commune : Boulogne-sur-Mer - Principaux lieux desservis : Centre-ville de Boulogne-sur-Mer, CPAM de la Côte d'Opale, Ville fortifiée de Boulogne-sur-Mer, Stade de la Libération. |                                                                    |                                                                    |                                                                    |                                                                    |                                                                    |                                                                    |                                                                    |                                                                    |
| N     | Autre : - Amplitude horaire et fréquence : - lundis : de 12 h 0 à 18 h 15 avec un bus toutes les 20 minutes. - mardis et jeudis : de 10 h 0 à 18 h 15 avec un bus toutes les 20 minutes. - mercredis : de 9 h 0 à 18 h 15 avec un bus toutes les 20 minutes. - vendredis : de 10 h 0 à 19 h 15 avec un bus toutes les 20 minutes. - samedis : de 9 h 0 à 19 h 15 avec un bus toutes les 20 minutes. - Date de dernière mise à jour : 5 août 2023. |                                                                    |                                                                    |                                                                    |                                                                    |                                                                    |                                                                    |                                                                    |                                                                    |
| N     | Dernière actualisation : — |                                                                    |                                                                    |                                                                    |                                                                    |                                                                    |                                                                    |                                                                    |                                                                    |
| TH    | Thémio | Thémio                                                             | Thémio                                                             | Thémio                                                             | Thémio                                                             | Thémio                                                             | Thémio                                                             | Thémio                                                             | Thémio                                                             |
| TH    | (Circulaire) Place Dalton ⥋ via Cimetière Est, Mont d'Ostrohove |                                                                    |                                                                    |                                                                    |                                                                    |                                                                    |                                                                    |                                                                    |                                                                    |
| TH    | Ouverture / Fermeture — / — | Longueur 6,4 km                                                    | Durée 40 min                                                       | Nb. d’arrêts 27                                                    | Matériel GX 137                                                    | Jours de fonctionnement Me, S                                      | Jour / Soir / Nuit / Fêtes O / N / N / N                           | Voy. / an —                                                        | Exploitant CTB                                                     |
| TH    | Desserte : - Commune : Boulogne-sur-Mer - Principaux lieux desservis : Centre-ville de Boulogne-sur-Mer, Ville fortifiée de Boulogne-sur-Mer, Cimetière Est, Lycée Édouard Branly, Centre de secours principal de Boulogne-sur-Mer, Salle Damrémont, Capécure, Centre Liane, Cinéma Les Stars. |                                                                    |                                                                    |                                                                    |                                                                    |                                                                    |                                                                    |                                                                    |                                                                    |
| TH    | Autre : - Amplitude horaire et fréquence : - mercredis et samedis : de 8 h 50 à 12 h 50 avec un passage toutes les 50 minutes. - Date de dernière mise à jour : 5 août 2023. |                                                                    |                                                                    |                                                                    |                                                                    |                                                                    |                                                                    |                                                                    |                                                                    |
| TH    | Dernière actualisation : — |                                                                    |                                                                    |                                                                    |                                                                    |                                                                    |                                                                    |                                                                    |                                                                    |

### Ligne spéciale
| Ligne | Caractéristiques | Caractéristiques                | Caractéristiques                | Caractéristiques                | Caractéristiques                | Caractéristiques                           | Caractéristiques                         | Caractéristiques                | Caractéristiques                |
| 101   | Outreau – Place ⥋ Station Liane | Outreau – Place ⥋ Station Liane | Outreau – Place ⥋ Station Liane | Outreau – Place ⥋ Station Liane | Outreau – Place ⥋ Station Liane | Outreau – Place ⥋ Station Liane            | Outreau – Place ⥋ Station Liane          | Outreau – Place ⥋ Station Liane | Outreau – Place ⥋ Station Liane |
| ----- | --- | ------------------------------- | ------------------------------- | ------------------------------- | ------------------------------- | ------------------------------------------ | ---------------------------------------- | ------------------------------- | ------------------------------- |
| 101   | Ouverture / Fermeture — / — | Longueur —                      | Durée 25 min                    | Nb. d’arrêts 23                 | Matériel Taxi                   | Jours de fonctionnement L, Ma, Me, J, V, S | Jour / Soir / Nuit / Fêtes O / N / N / N | Voy. / an —                     | Exploitant CTB                  |
| 101   | Desserte : - Communes : Outreau – Le Portel – Boulogne-sur-Mer - Principaux lieux desservis : |                                 |                                 |                                 |                                 |                                            |                                          |                                 |                                 |
| 101   | Autre : - Amplitude horaire et fréquence : - du lundi au samedi : de 5 h 20 à 5 h 50 avec un unique départ d'Outreau en direction de Station Liane. - Particularités : - Bien qu'effectuée par un taxi, cette ligne ne nécessite aucune réservation préalable. - Date de dernière mise à jour : 5 août 2023. |                                 |                                 |                                 |                                 |                                            |                                          |                                 |                                 |
| 101   | Dernière actualisation : — |                                 |                                 |                                 |                                 |                                            |                                          |                                 |                                 |

### Lignes à vocation scolaire
Ces lignes ne circulent qu'en période scolaire et sont accessibles à tous.
| Ligne | Caractéristiques | Caractéristiques                                                                                   | Caractéristiques                                                                                   | Caractéristiques                                                                                   | Caractéristiques                                                                                   | Caractéristiques                                                                                   | Caractéristiques                                                                                   | Caractéristiques                                                                                   | Caractéristiques                                                                                   |
| 16    | Station Liane ⥋ Baincthun – Questinghen | Station Liane ⥋ Baincthun – Questinghen                                                            | Station Liane ⥋ Baincthun – Questinghen                                                            | Station Liane ⥋ Baincthun – Questinghen                                                            | Station Liane ⥋ Baincthun – Questinghen                                                            | Station Liane ⥋ Baincthun – Questinghen                                                            | Station Liane ⥋ Baincthun – Questinghen                                                            | Station Liane ⥋ Baincthun – Questinghen                                                            | Station Liane ⥋ Baincthun – Questinghen                                                            |
| ----- | --- | -------------------------------------------------------------------------------------------------- | -------------------------------------------------------------------------------------------------- | -------------------------------------------------------------------------------------------------- | -------------------------------------------------------------------------------------------------- | -------------------------------------------------------------------------------------------------- | -------------------------------------------------------------------------------------------------- | -------------------------------------------------------------------------------------------------- | -------------------------------------------------------------------------------------------------- |
| 16    | Ouverture / Fermeture 4 septembre 2017 / — | Longueur —                                                                                         | Durée 40 min                                                                                       | Nb. d’arrêts 22                                                                                    | Matériel —                                                                                         | Jours de fonctionnement L, Ma, J, V                                                                | Jour / Soir / Nuit / Fêtes O / N / N / N                                                           | Voy. / an —                                                                                        | Exploitant STDM                                                                                    |
| 16    | Desserte : - Communes : Boulogne-sur-Mer – Saint-Martin-Boulogne – Baincthun | | | | | | | | |
| 16    | Autre : - Amplitude horaire et fréquence : - lundis, mardis, jeudis et vendredis en période scolaire : de 7 h 45 à 17 h 15 avec un aller le matin et un retour l'après-midi. - Date de dernière mise à jour : 8 août 2023. | | | | | | | | |
| 16    | Dernière actualisation : — | | | | | | | | |
| 18    | Station Liane ⥋ Baincthun – Macquinghen | Station Liane ⥋ Baincthun – Macquinghen                                                            | Station Liane ⥋ Baincthun – Macquinghen                                                            | Station Liane ⥋ Baincthun – Macquinghen                                                            | Station Liane ⥋ Baincthun – Macquinghen                                                            | Station Liane ⥋ Baincthun – Macquinghen                                                            | Station Liane ⥋ Baincthun – Macquinghen                                                            | Station Liane ⥋ Baincthun – Macquinghen                                                            | Station Liane ⥋ Baincthun – Macquinghen                                                            |
| 18    | Ouverture / Fermeture 4 septembre 2017 / — | Longueur —                                                                                         | Durée 30-40 min                                                                                    | Nb. d’arrêts 18                                                                                    | Matériel —                                                                                         | Jours de fonctionnement L, Ma, Me, J, V, S                                                         | Jour / Soir / Nuit / Fêtes O / N / N / N                                                           | Voy. / an —                                                                                        | Exploitant STDM                                                                                    |
| 18    | Desserte : - Communes : Boulogne-sur-Mer – Saint-Martin-Boulogne – La Capelle-lès-Boulogne – Baincthun | | | | | | | | |
| 18    | Autre : - Amplitude horaire et fréquence : - lundis, mardis, jeudis et vendredis en période scolaire : de 7 h 15 à 16 h 25 avec un aller le matin et un retour l'après-midi. - mercredis et samedis en période scolaire : de 7 h 15 à 7 h 55 avec un unique départ depuis Baincthun. - Date de dernière mise à jour : 8 août 2023. | | | | | | | | |
| 18    | Dernière actualisation : — | | | | | | | | |
| 34    | Condette – Béthune ⥋ Saint-Étienne-au-Mont – Collège Paul Éluard | Condette – Béthune ⥋ Saint-Étienne-au-Mont – Collège Paul Éluard                                   | Condette – Béthune ⥋ Saint-Étienne-au-Mont – Collège Paul Éluard                                   | Condette – Béthune ⥋ Saint-Étienne-au-Mont – Collège Paul Éluard                                   | Condette – Béthune ⥋ Saint-Étienne-au-Mont – Collège Paul Éluard                                   | Condette – Béthune ⥋ Saint-Étienne-au-Mont – Collège Paul Éluard                                   | Condette – Béthune ⥋ Saint-Étienne-au-Mont – Collège Paul Éluard                                   | Condette – Béthune ⥋ Saint-Étienne-au-Mont – Collège Paul Éluard                                   | Condette – Béthune ⥋ Saint-Étienne-au-Mont – Collège Paul Éluard                                   |
| 34    | Ouverture / Fermeture 4 septembre 2017 / — | Longueur —                                                                                         | Durée 25 min                                                                                       | Nb. d’arrêts 11                                                                                    | Matériel —                                                                                         | Jours de fonctionnement L, Ma, Me, J, V                                                            | Jour / Soir / Nuit / Fêtes O / N / N / N                                                           | Voy. / an —                                                                                        | Exploitant STDM                                                                                    |
| 34    | Desserte : - Communes : Condette – Hesdigneul-lès-Boulogne – Saint-Étienne-au-Mont | | | | | | | | |
| 34    | Autre : - Amplitude horaire et fréquence : - du lundi au vendredi : de 7 h 45 à 17 h 30 avec un aller le matin et un retour l'après-midi. - Date de dernière mise à jour : 8 août 2023. | | | | | | | | |
| 34    | Dernière actualisation : — | | | | | | | | |
| 53    | Dannes – Petit Robinson ⥋ Saint-Martin-Boulogne – Nazareth | Dannes – Petit Robinson ⥋ Saint-Martin-Boulogne – Nazareth                                         | Dannes – Petit Robinson ⥋ Saint-Martin-Boulogne – Nazareth                                         | Dannes – Petit Robinson ⥋ Saint-Martin-Boulogne – Nazareth                                         | Dannes – Petit Robinson ⥋ Saint-Martin-Boulogne – Nazareth                                         | Dannes – Petit Robinson ⥋ Saint-Martin-Boulogne – Nazareth                                         | Dannes – Petit Robinson ⥋ Saint-Martin-Boulogne – Nazareth                                         | Dannes – Petit Robinson ⥋ Saint-Martin-Boulogne – Nazareth                                         | Dannes – Petit Robinson ⥋ Saint-Martin-Boulogne – Nazareth                                         |
| 53    | Ouverture / Fermeture 4 septembre 2017 / — | Longueur —                                                                                         | Durée 55-80 min                                                                                    | Nb. d’arrêts 24                                                                                    | Matériel —                                                                                         | Jours de fonctionnement L, Ma, Me, J, V, S                                                         | Jour / Soir / Nuit / Fêtes O / N / N / N                                                           | Voy. / an —                                                                                        | Exploitant STDM                                                                                    |
| 53    | Desserte : - Communes : Dannes – Nesles – Neufchâtel-Hardelot – Condette – Saint-Léonard – Boulogne-sur-Mer – Saint-Martin-Boulogne | | | | | | | | |
| 53    | Autre : - Amplitude horaire et fréquence : - du lundi au vendredi en période scolaire : de 6 h 55 à 19 h 25 avec un aller le matin et trois retours le soir. - samedis en période scolaire : de 6 h 55 à 13 h 30 avec un aller le matin et un retour le midi. - Date de dernière mise à jour : 8 août 2023. | | | | | | | | |
| 53    | Dernière actualisation : — | | | | | | | | |
| 54    | Dannes – Mairie ⥋ Saint-Étienne-au-Mont – Collège Paul Éluard | Dannes – Mairie ⥋ Saint-Étienne-au-Mont – Collège Paul Éluard                                      | Dannes – Mairie ⥋ Saint-Étienne-au-Mont – Collège Paul Éluard                                      | Dannes – Mairie ⥋ Saint-Étienne-au-Mont – Collège Paul Éluard                                      | Dannes – Mairie ⥋ Saint-Étienne-au-Mont – Collège Paul Éluard                                      | Dannes – Mairie ⥋ Saint-Étienne-au-Mont – Collège Paul Éluard                                      | Dannes – Mairie ⥋ Saint-Étienne-au-Mont – Collège Paul Éluard                                      | Dannes – Mairie ⥋ Saint-Étienne-au-Mont – Collège Paul Éluard                                      | Dannes – Mairie ⥋ Saint-Étienne-au-Mont – Collège Paul Éluard                                      |
| 54    | Ouverture / Fermeture 4 septembre 2017 / — | Longueur —                                                                                         | Durée 35 min                                                                                       | Nb. d’arrêts 15                                                                                    | Matériel —                                                                                         | Jours de fonctionnement L, Ma, Me, J, V                                                            | Jour / Soir / Nuit / Fêtes O / N / N / N                                                           | Voy. / an —                                                                                        | Exploitant STDM                                                                                    |
| 54    | Desserte : - Communes : Dannes – Nesles – Neufchâtel-Hardelot – Condette – Saint-Étienne-au-Mont | | | | | | | | |
| 54    | Autre : - Amplitude horaire et fréquence : - du lundi au vendredi en période scolaire : de 7 h 35 à 17 h 40 avec un aller le matin et un retour l'après-midi. - Date de dernière mise à jour : 8 août 2023. | | | | | | | | |
| 54    | Dernière actualisation : — | | | | | | | | |
| 73    | Équihen-Plage – La Plage ⥋ Saint-Martin-Boulogne – Nazareth | Équihen-Plage – La Plage ⥋ Saint-Martin-Boulogne – Nazareth                                        | Équihen-Plage – La Plage ⥋ Saint-Martin-Boulogne – Nazareth                                        | Équihen-Plage – La Plage ⥋ Saint-Martin-Boulogne – Nazareth                                        | Équihen-Plage – La Plage ⥋ Saint-Martin-Boulogne – Nazareth                                        | Équihen-Plage – La Plage ⥋ Saint-Martin-Boulogne – Nazareth                                        | Équihen-Plage – La Plage ⥋ Saint-Martin-Boulogne – Nazareth                                        | Équihen-Plage – La Plage ⥋ Saint-Martin-Boulogne – Nazareth                                        | Équihen-Plage – La Plage ⥋ Saint-Martin-Boulogne – Nazareth                                        |
| 73    | Ouverture / Fermeture 4 septembre 2017 / — | Longueur —                                                                                         | Durée 45 min                                                                                       | Nb. d’arrêts 25                                                                                    | Matériel —                                                                                         | Jours de fonctionnement L, Ma, Me, J, V, S                                                         | Jour / Soir / Nuit / Fêtes O / N / N / N                                                           | Voy. / an —                                                                                        | Exploitant STDM                                                                                    |
| 73    | Desserte : - Communes : Équihen-Plage – Outreau – Saint-Martin-Boulogne – Boulogne-sur-Mer | | | | | | | | |
| 73    | Autre : - Amplitude horaire et fréquence : - lundis, mardis, jeudis, vendredis et samedis en période scolaire : de 7 h 0 à 7 h 45 avec un unique départ depuis Équihen-Plage. - mercredis en période scolaire : de 7 h 0 à 12 h 55 avec un aller le matin et un retour le midi. - Date de dernière mise à jour : 8 août 2023. | | | | | | | | |
| 73    | Dernière actualisation : — | | | | | | | | |
| 78    | Équihen-Plage – La Plage ⥋ Station Liane | Équihen-Plage – La Plage ⥋ Station Liane                                                           | Équihen-Plage – La Plage ⥋ Station Liane                                                           | Équihen-Plage – La Plage ⥋ Station Liane                                                           | Équihen-Plage – La Plage ⥋ Station Liane                                                           | Équihen-Plage – La Plage ⥋ Station Liane                                                           | Équihen-Plage – La Plage ⥋ Station Liane                                                           | Équihen-Plage – La Plage ⥋ Station Liane                                                           | Équihen-Plage – La Plage ⥋ Station Liane                                                           |
| 78    | Ouverture / Fermeture 4 septembre 2017 / — | Longueur —                                                                                         | Durée 50 min                                                                                       | Nb. d’arrêts 19                                                                                    | Matériel —                                                                                         | Jours de fonctionnement L, Ma, Me, J, V, S                                                         | Jour / Soir / Nuit / Fêtes O / N / N / N                                                           | Voy. / an —                                                                                        | Exploitant STDM                                                                                    |
| 78    | Desserte : - Communes : Équihen-Plage – Outreau – Boulogne-sur-Mer – Saint-Martin-Boulogne | | | | | | | | |
| 78    | Autre : - Amplitude horaire et fréquence : - du lundi au samedi en période scolaire : de 7 h 5 à 7 h 55 avec unique départ depuis Équihen-Plage - Date de dernière mise à jour : 8 août 2023. | | | | | | | | |
| 78    | Dernière actualisation : — | | | | | | | | |
| 83    | Hesdigneul-lès-Boulogne – Mairie ⥋ Saint-Martin-Boulogne – Nazareth | Hesdigneul-lès-Boulogne – Mairie ⥋ Saint-Martin-Boulogne – Nazareth                                | Hesdigneul-lès-Boulogne – Mairie ⥋ Saint-Martin-Boulogne – Nazareth                                | Hesdigneul-lès-Boulogne – Mairie ⥋ Saint-Martin-Boulogne – Nazareth                                | Hesdigneul-lès-Boulogne – Mairie ⥋ Saint-Martin-Boulogne – Nazareth                                | Hesdigneul-lès-Boulogne – Mairie ⥋ Saint-Martin-Boulogne – Nazareth                                | Hesdigneul-lès-Boulogne – Mairie ⥋ Saint-Martin-Boulogne – Nazareth                                | Hesdigneul-lès-Boulogne – Mairie ⥋ Saint-Martin-Boulogne – Nazareth                                | Hesdigneul-lès-Boulogne – Mairie ⥋ Saint-Martin-Boulogne – Nazareth                                |
| 83    | Ouverture / Fermeture 4 septembre 2017 / — | Longueur —                                                                                         | Durée 40-45 min                                                                                    | Nb. d’arrêts 27                                                                                    | Matériel —                                                                                         | Jours de fonctionnement L, Ma, Me, J, V, S                                                         | Jour / Soir / Nuit / Fêtes O / N / N / N                                                           | Voy. / an —                                                                                        | Exploitant STDM                                                                                    |
| 83    | Desserte : - Communes : Hesdigneul-lès-Boulogne – Hesdin-l'Abbé – Isques – Saint-Léonard – Boulogne-sur-Mer – Saint-Martin-Boulogne | | | | | | | | |
| 83    | Autre : - Amplitude horaire et fréquence : - du lundi au vendredi en période scolaire : de 6 h 55 à 18 h 55 avec un aller le matin et un retour le soir. - samedis en période scolaire : de 6 h 55 à 7 h 35 avec un unique départ depuis Hesdigneul-lès-Boulogne. - Date de dernière mise à jour : 8 août 2023. | | | | | | | | |
| 83    | Dernière actualisation : — | | | | | | | | |
| 94    | Hesdin-l'Abbé – Vert Giniau ⥋ Saint-Étienne-au-Mont – Collège Paul Éluard | Hesdin-l'Abbé – Vert Giniau ⥋ Saint-Étienne-au-Mont – Collège Paul Éluard                          | Hesdin-l'Abbé – Vert Giniau ⥋ Saint-Étienne-au-Mont – Collège Paul Éluard                          | Hesdin-l'Abbé – Vert Giniau ⥋ Saint-Étienne-au-Mont – Collège Paul Éluard                          | Hesdin-l'Abbé – Vert Giniau ⥋ Saint-Étienne-au-Mont – Collège Paul Éluard                          | Hesdin-l'Abbé – Vert Giniau ⥋ Saint-Étienne-au-Mont – Collège Paul Éluard                          | Hesdin-l'Abbé – Vert Giniau ⥋ Saint-Étienne-au-Mont – Collège Paul Éluard                          | Hesdin-l'Abbé – Vert Giniau ⥋ Saint-Étienne-au-Mont – Collège Paul Éluard                          | Hesdin-l'Abbé – Vert Giniau ⥋ Saint-Étienne-au-Mont – Collège Paul Éluard                          |
| 94    | Ouverture / Fermeture 4 septembre 2017 / — | Longueur —                                                                                         | Durée 30 min                                                                                       | Nb. d’arrêts 21                                                                                    | Matériel —                                                                                         | Jours de fonctionnement L, Ma, Me, J, V                                                            | Jour / Soir / Nuit / Fêtes O / N / N / N                                                           | Voy. / an —                                                                                        | Exploitant STDM                                                                                    |
| 94    | Desserte : - Communes : Hesdin-l'Abbé – Isques – Saint-Étienne-au-Mont | | | | | | | | |
| 94    | Autre : - Amplitude horaire et fréquence : - du lundi au vendredi en période scolaire : de 7 h 55 à 17 h 25 avec un aller le matin et un retour l'après-midi. - Date de dernière mise à jour : 8 août 2023. | | | | | | | | |
| 94    | Dernière actualisation : — | | | | | | | | |
| 100   | Baincthun – Tournes 1 ⥋ Saint-Léonard – Hirondelles | Baincthun – Tournes 1 ⥋ Saint-Léonard – Hirondelles                                                | Baincthun – Tournes 1 ⥋ Saint-Léonard – Hirondelles                                                | Baincthun – Tournes 1 ⥋ Saint-Léonard – Hirondelles                                                | Baincthun – Tournes 1 ⥋ Saint-Léonard – Hirondelles                                                | Baincthun – Tournes 1 ⥋ Saint-Léonard – Hirondelles                                                | Baincthun – Tournes 1 ⥋ Saint-Léonard – Hirondelles                                                | Baincthun – Tournes 1 ⥋ Saint-Léonard – Hirondelles                                                | Baincthun – Tournes 1 ⥋ Saint-Léonard – Hirondelles                                                |
| 100   | Ouverture / Fermeture 4 septembre 2017 / — | Longueur —                                                                                         | Durée 10 min                                                                                       | Nb. d’arrêts 8                                                                                     | Matériel —                                                                                         | Jours de fonctionnement L, Ma, Me, J, V                                                            | Jour / Soir / Nuit / Fêtes O / N / N / N                                                           | Voy. / an —                                                                                        | Exploitant STDM                                                                                    |
| 100   | Desserte : - Communes : Baincthun – Echinghen – Saint-Léonard | | | | | | | | |
| 100   | Autre : - Amplitude horaire et fréquence : - du lundi au vendredi en période scolaire : de 6 h 55 à 19 h 5 avec deux allers le matin et deux retours l'après-midi. - Date de dernière mise à jour : 8 août 2023. | | | | | | | | |
| 100   | Dernière actualisation : — | | | | | | | | |
| 123   | Le Portel – Alprech ⥋ Saint-Martin-Boulogne – Nazareth | Le Portel – Alprech ⥋ Saint-Martin-Boulogne – Nazareth                                             | Le Portel – Alprech ⥋ Saint-Martin-Boulogne – Nazareth                                             | Le Portel – Alprech ⥋ Saint-Martin-Boulogne – Nazareth                                             | Le Portel – Alprech ⥋ Saint-Martin-Boulogne – Nazareth                                             | Le Portel – Alprech ⥋ Saint-Martin-Boulogne – Nazareth                                             | Le Portel – Alprech ⥋ Saint-Martin-Boulogne – Nazareth                                             | Le Portel – Alprech ⥋ Saint-Martin-Boulogne – Nazareth                                             | Le Portel – Alprech ⥋ Saint-Martin-Boulogne – Nazareth                                             |
| 123   | Ouverture / Fermeture 4 septembre 2017 / — | Longueur —                                                                                         | Durée 35 min                                                                                       | Nb. d’arrêts 17                                                                                    | Matériel —                                                                                         | Jours de fonctionnement L, Ma, Me, J, V, S                                                         | Jour / Soir / Nuit / Fêtes O / N / N / N                                                           | Voy. / an —                                                                                        | Exploitant STDM                                                                                    |
| 123   | Desserte : - Communes : Le Portel – Outreau – Boulogne-sur-Mer – Saint-Martin-Boulogne | | | | | | | | |
| 123   | Autre : - Amplitude horaire et fréquence : - du lundi au vendredi en période scolaire : de 7 h 10 à 7 h 45 avec deux départs depuis Le Portel - samedis en période scolaire : de 7 h 10 à 7 h 35 avec un unique départ depuis Le Portel. - Date de dernière mise à jour : 8 août 2023. | | | | | | | | |
| 123   | Dernière actualisation : — | | | | | | | | |
| 128   | Le Portel – Alprech ⥋ Saint-Martin-Boulogne – Giraux Sannier | Le Portel – Alprech ⥋ Saint-Martin-Boulogne – Giraux Sannier                                       | Le Portel – Alprech ⥋ Saint-Martin-Boulogne – Giraux Sannier                                       | Le Portel – Alprech ⥋ Saint-Martin-Boulogne – Giraux Sannier                                       | Le Portel – Alprech ⥋ Saint-Martin-Boulogne – Giraux Sannier                                       | Le Portel – Alprech ⥋ Saint-Martin-Boulogne – Giraux Sannier                                       | Le Portel – Alprech ⥋ Saint-Martin-Boulogne – Giraux Sannier                                       | Le Portel – Alprech ⥋ Saint-Martin-Boulogne – Giraux Sannier                                       | Le Portel – Alprech ⥋ Saint-Martin-Boulogne – Giraux Sannier                                       |
| 128   | Ouverture / Fermeture 4 septembre 2017 / — | Longueur —                                                                                         | Durée 35 min                                                                                       | Nb. d’arrêts 24                                                                                    | Matériel —                                                                                         | Jours de fonctionnement L, Ma, Me, J, V, S                                                         | Jour / Soir / Nuit / Fêtes O / N / N / N                                                           | Voy. / an —                                                                                        | Exploitant STDM                                                                                    |
| 128   | Desserte : - Communes : Le Portel – Outreau – Boulogne-sur-Mer – Saint-Martin-Boulogne | | | | | | | | |
| 128   | Autre : - Amplitude horaire et fréquence : - du lundi au vendredi en période scolaire : de 7 h 5 à 16 h 25 avec un aller le matin et un retour le soir. - samedis en période scolaire : de 7 h 5 à 7 h 35 avec un unique départ depuis Le Portel. - Date de dernière mise à jour : 8 août 2023. | | | | | | | | |
| 128   | Dernière actualisation : — | | | | | | | | |
| 143   | Neufchâtel-Hardelot – Hardelot Plage ⥋ Saint-Martin-Boulogne – Nazareth | Neufchâtel-Hardelot – Hardelot Plage ⥋ Saint-Martin-Boulogne – Nazareth                            | Neufchâtel-Hardelot – Hardelot Plage ⥋ Saint-Martin-Boulogne – Nazareth                            | Neufchâtel-Hardelot – Hardelot Plage ⥋ Saint-Martin-Boulogne – Nazareth                            | Neufchâtel-Hardelot – Hardelot Plage ⥋ Saint-Martin-Boulogne – Nazareth                            | Neufchâtel-Hardelot – Hardelot Plage ⥋ Saint-Martin-Boulogne – Nazareth                            | Neufchâtel-Hardelot – Hardelot Plage ⥋ Saint-Martin-Boulogne – Nazareth                            | Neufchâtel-Hardelot – Hardelot Plage ⥋ Saint-Martin-Boulogne – Nazareth                            | Neufchâtel-Hardelot – Hardelot Plage ⥋ Saint-Martin-Boulogne – Nazareth                            |
| 143   | Ouverture / Fermeture 4 septembre 2017 / — | Longueur —                                                                                         | Durée 60 min                                                                                       | Nb. d’arrêts 32                                                                                    | Matériel —                                                                                         | Jours de fonctionnement L, Ma, Me, J, V, S                                                         | Jour / Soir / Nuit / Fêtes O / N / N / N                                                           | Voy. / an —                                                                                        | Exploitant STDM                                                                                    |
| 143   | Desserte : - Communes : Neufchâtel-Hardelot – Nesles – Condette – Boulogne-sur-Mer – Saint-Martin-Boulogne | | | | | | | | |
| 143   | Autre : - Amplitude horaire et fréquence : - du lundi au vendredi en période scolaire : de 6 h 45 à 19 h 10 avec trois allers le matin et trois retours le soir. - samedis en période scolaire : de 6 h 25 à 13 h 15 avec un aller le matin et un retour le midi. - Date de dernière mise à jour : 8 août 2023. | | | | | | | | |
| 143   | Dernière actualisation : — | | | | | | | | |
| 153   | Outreau – Beethoven / Outreau – Place ⥋ Saint-Martin-Boulogne – Nazareth | Outreau – Beethoven / Outreau – Place ⥋ Saint-Martin-Boulogne – Nazareth                           | Outreau – Beethoven / Outreau – Place ⥋ Saint-Martin-Boulogne – Nazareth                           | Outreau – Beethoven / Outreau – Place ⥋ Saint-Martin-Boulogne – Nazareth                           | Outreau – Beethoven / Outreau – Place ⥋ Saint-Martin-Boulogne – Nazareth                           | Outreau – Beethoven / Outreau – Place ⥋ Saint-Martin-Boulogne – Nazareth                           | Outreau – Beethoven / Outreau – Place ⥋ Saint-Martin-Boulogne – Nazareth                           | Outreau – Beethoven / Outreau – Place ⥋ Saint-Martin-Boulogne – Nazareth                           | Outreau – Beethoven / Outreau – Place ⥋ Saint-Martin-Boulogne – Nazareth                           |
| 153   | Ouverture / Fermeture 4 septembre 2017 / — | Longueur —                                                                                         | Durée 35-40 min                                                                                    | Nb. d’arrêts 28                                                                                    | Matériel —                                                                                         | Jours de fonctionnement L, Ma, Me, J, V, S                                                         | Jour / Soir / Nuit / Fêtes O / N / N / N                                                           | Voy. / an —                                                                                        | Exploitant STDM                                                                                    |
| 153   | Desserte : - Communes : Outreau – Boulogne-sur-Mer – Saint-Martin-Boulogne | | | | | | | | |
| 153   | Autre : - Amplitude horaire et fréquence : - du lundi au samedi en période scolaire : de 7 h 5 à 7 h 45 avec deux départs depuis Outreau. - Date de dernière mise à jour : 8 août 2023. | | | | | | | | |
| 153   | Dernière actualisation : — | | | | | | | | |
| 154   | Outreau – Professeur Clerc ⥋ Saint-Étienne-au-Mont – Collège Paul Éluard | Outreau – Professeur Clerc ⥋ Saint-Étienne-au-Mont – Collège Paul Éluard                           | Outreau – Professeur Clerc ⥋ Saint-Étienne-au-Mont – Collège Paul Éluard                           | Outreau – Professeur Clerc ⥋ Saint-Étienne-au-Mont – Collège Paul Éluard                           | Outreau – Professeur Clerc ⥋ Saint-Étienne-au-Mont – Collège Paul Éluard                           | Outreau – Professeur Clerc ⥋ Saint-Étienne-au-Mont – Collège Paul Éluard                           | Outreau – Professeur Clerc ⥋ Saint-Étienne-au-Mont – Collège Paul Éluard                           | Outreau – Professeur Clerc ⥋ Saint-Étienne-au-Mont – Collège Paul Éluard                           | Outreau – Professeur Clerc ⥋ Saint-Étienne-au-Mont – Collège Paul Éluard                           |
| 154   | Ouverture / Fermeture 4 septembre 2017 / — | Longueur —                                                                                         | Durée 35 min                                                                                       | Nb. d’arrêts 13                                                                                    | Matériel —                                                                                         | Jours de fonctionnement L, Ma, Me, J, V                                                            | Jour / Soir / Nuit / Fêtes O / N / N / N                                                           | Voy. / an —                                                                                        | Exploitant STDM                                                                                    |
| 154   | Desserte : - Communes : Outreau – Saint-Étienne-au-Mont | | | | | | | | |
| 154   | Autre : - Amplitude horaire et fréquence : - du lundi au vendredi en période scolaire : de 7 h 40 à 17 h 40 avec un aller le matin et un retour l'après-midi. - Date de dernière mise à jour : 8 août 2023. | | | | | | | | |
| 154   | Dernière actualisation : — | | | | | | | | |
| 173   | Pittefaux ⥋ Saint-Martin-Boulogne – Nazareth | Pittefaux ⥋ Saint-Martin-Boulogne – Nazareth                                                       | Pittefaux ⥋ Saint-Martin-Boulogne – Nazareth                                                       | Pittefaux ⥋ Saint-Martin-Boulogne – Nazareth                                                       | Pittefaux ⥋ Saint-Martin-Boulogne – Nazareth                                                       | Pittefaux ⥋ Saint-Martin-Boulogne – Nazareth                                                       | Pittefaux ⥋ Saint-Martin-Boulogne – Nazareth                                                       | Pittefaux ⥋ Saint-Martin-Boulogne – Nazareth                                                       | Pittefaux ⥋ Saint-Martin-Boulogne – Nazareth                                                       |
| 173   | Ouverture / Fermeture 4 septembre 2017 / — | Longueur —                                                                                         | Durée 60 min                                                                                       | Nb. d’arrêts 26                                                                                    | Matériel —                                                                                         | Jours de fonctionnement L, Ma, Me, J, V, S                                                         | Jour / Soir / Nuit / Fêtes O / N / N / N                                                           | Voy. / an —                                                                                        | Exploitant STDM                                                                                    |
| 173   | Desserte : - Communes : Pittefaux – Pernes-lès-Boulogne – Conteville-lès-Boulogne – Baincthun – La Capelle-lès-Boulogne – Boulogne-sur-Mer – Saint-Martin-Boulogne | | | | | | | | |
| 173   | Autre : - Amplitude horaire et fréquence : - du lundi au samedi en période scolaire : de 6 h 45 à 7 h 45 avec un unique départ depuis Pittefaux. - Date de dernière mise à jour : 8 août 2023. | | | | | | | | |
| 173   | Dernière actualisation : — | | | | | | | | |
| 176   | Pittefaux ⥋ Station Liane | Pittefaux ⥋ Station Liane                                                                          | Pittefaux ⥋ Station Liane                                                                          | Pittefaux ⥋ Station Liane                                                                          | Pittefaux ⥋ Station Liane                                                                          | Pittefaux ⥋ Station Liane                                                                          | Pittefaux ⥋ Station Liane                                                                          | Pittefaux ⥋ Station Liane                                                                          | Pittefaux ⥋ Station Liane                                                                          |
| 176   | Ouverture / Fermeture 4 septembre 2017 / — | Longueur —                                                                                         | Durée 60 min                                                                                       | Nb. d’arrêts 26                                                                                    | Matériel —                                                                                         | Jours de fonctionnement L, Ma, Me, J, V, S                                                         | Jour / Soir / Nuit / Fêtes O / N / N / N                                                           | Voy. / an —                                                                                        | Exploitant STDM                                                                                    |
| 176   | Desserte : - Communes : Pittefaux – Pernes-lès-Boulogne – Conteville-lès-Boulogne – Baincthun – La Capelle-lès-Boulogne – Saint-Martin-Boulogne – Boulogne-sur-Mer | | | | | | | | |
| 176   | Autre : - Amplitude horaire et fréquence : - lundis, mardis, jeudis et vendredis en période scolaire : de 7 h 30 à 19 h 30 avec un aller le matin et deux retours le soir. - mercredis en période scolaire : de 7 h 0 à 19 h 30 avec un aller le matin, un retour le midi et un retour le soir. - samedis en période scolaire : de 12 h 15 à 13 h 15 avec un unique départ depuis Station Liane. - Date de dernière mise à jour : 8 août 2023.                                          | | | | | | | | |
| 176   | Dernière actualisation : — | | | | | | | | |
| 183   | Saint-Étienne-au-Mont – Roger Cordier ⥋ Saint-Martin-Boulogne – Nazareth | Saint-Étienne-au-Mont – Roger Cordier ⥋ Saint-Martin-Boulogne – Nazareth                           | Saint-Étienne-au-Mont – Roger Cordier ⥋ Saint-Martin-Boulogne – Nazareth                           | Saint-Étienne-au-Mont – Roger Cordier ⥋ Saint-Martin-Boulogne – Nazareth                           | Saint-Étienne-au-Mont – Roger Cordier ⥋ Saint-Martin-Boulogne – Nazareth                           | Saint-Étienne-au-Mont – Roger Cordier ⥋ Saint-Martin-Boulogne – Nazareth                           | Saint-Étienne-au-Mont – Roger Cordier ⥋ Saint-Martin-Boulogne – Nazareth                           | Saint-Étienne-au-Mont – Roger Cordier ⥋ Saint-Martin-Boulogne – Nazareth                           | Saint-Étienne-au-Mont – Roger Cordier ⥋ Saint-Martin-Boulogne – Nazareth                           |
| 183   | Ouverture / Fermeture 4 septembre 2017 / — | Longueur —                                                                                         | Durée 45 min                                                                                       | Nb. d’arrêts 25                                                                                    | Matériel —                                                                                         | Jours de fonctionnement L, Ma, Me, J, V, S                                                         | Jour / Soir / Nuit / Fêtes O / N / N / N                                                           | Voy. / an —                                                                                        | Exploitant STDM                                                                                    |
| 183   | Desserte : - Communes : Saint-Étienne-au-Mont – Outreau – Boulogne-sur-Mer – Saint-Martin-Boulogne | | | | | | | | |
| 183   | Autre : - Amplitude horaire et fréquence : - du lundi au samedi en période scolaire : de 7 h 0 à 7 h 45 avec un unique départ depuis Saint-Étienne-au-Mont. - Date de dernière mise à jour : 8 août 2023. | | | | | | | | |
| 183   | Dernière actualisation : — | | | | | | | | |
| 188   | Saint-Étienne-au-Mont – Roger Cordier ⥋ Saint-Martin-Boulogne – Nazareth | Saint-Étienne-au-Mont – Roger Cordier ⥋ Saint-Martin-Boulogne – Nazareth                           | Saint-Étienne-au-Mont – Roger Cordier ⥋ Saint-Martin-Boulogne – Nazareth                           | Saint-Étienne-au-Mont – Roger Cordier ⥋ Saint-Martin-Boulogne – Nazareth                           | Saint-Étienne-au-Mont – Roger Cordier ⥋ Saint-Martin-Boulogne – Nazareth                           | Saint-Étienne-au-Mont – Roger Cordier ⥋ Saint-Martin-Boulogne – Nazareth                           | Saint-Étienne-au-Mont – Roger Cordier ⥋ Saint-Martin-Boulogne – Nazareth                           | Saint-Étienne-au-Mont – Roger Cordier ⥋ Saint-Martin-Boulogne – Nazareth                           | Saint-Étienne-au-Mont – Roger Cordier ⥋ Saint-Martin-Boulogne – Nazareth                           |
| 188   | Ouverture / Fermeture 4 septembre 2017 / — | Longueur —                                                                                         | Durée 50 min                                                                                       | Nb. d’arrêts 23                                                                                    | Matériel —                                                                                         | Jours de fonctionnement L, Ma, Me, J, V, S                                                         | Jour / Soir / Nuit / Fêtes O / N / N / N                                                           | Voy. / an —                                                                                        | Exploitant STDM                                                                                    |
| 188   | Desserte : - Communes : Saint-Étienne-au-Mont – Outreau – Boulogne-sur-Mer – Saint-Martin-Boulogne | | | | | | | | |
| 188   | Autre : - Amplitude horaire et fréquence : - du lundi au samedi en période scolaire : de 7 h 5 à 7 h 55 avec un unique départ depuis Saint-Étienne-au-Mont. - Date de dernière mise à jour : 8 août 2023. | | | | | | | | |
| 188   | Dernière actualisation : — | | | | | | | | |
| 193   | Saint-Léonard – Léo Delibes ⥋ Saint-Martin-Boulogne – Nazareth | Saint-Léonard – Léo Delibes ⥋ Saint-Martin-Boulogne – Nazareth                                     | Saint-Léonard – Léo Delibes ⥋ Saint-Martin-Boulogne – Nazareth                                     | Saint-Léonard – Léo Delibes ⥋ Saint-Martin-Boulogne – Nazareth                                     | Saint-Léonard – Léo Delibes ⥋ Saint-Martin-Boulogne – Nazareth                                     | Saint-Léonard – Léo Delibes ⥋ Saint-Martin-Boulogne – Nazareth                                     | Saint-Léonard – Léo Delibes ⥋ Saint-Martin-Boulogne – Nazareth                                     | Saint-Léonard – Léo Delibes ⥋ Saint-Martin-Boulogne – Nazareth                                     | Saint-Léonard – Léo Delibes ⥋ Saint-Martin-Boulogne – Nazareth                                     |
| 193   | Ouverture / Fermeture 4 septembre 2017 / — | Longueur —                                                                                         | Durée 40 min                                                                                       | Nb. d’arrêts 17                                                                                    | Matériel —                                                                                         | Jours de fonctionnement L, Ma, Me, J, V, S                                                         | Jour / Soir / Nuit / Fêtes O / N / N / N                                                           | Voy. / an —                                                                                        | Exploitant STDM                                                                                    |
| 193   | Desserte : - Communes : Saint-Léonard – Boulogne-sur-Mer – Saint-Martin-Boulogne | | | | | | | | |
| 193   | Autre : - Amplitude horaire et fréquence : - du lundi au samedi en période scolaire : de 6 h 55 à 7 h 40 avec un unique départ depuis Saint-Léonard. - Date de dernière mise à jour : 8 août 2023. | | | | | | | | |
| 193   | Dernière actualisation : — | | | | | | | | |
| 194   | Saint-Léonard – Pitendal / Saint-Léonard – Beaucerf ⥋ Saint-Étienne-au-Mont – Collège Paul Éluard | Saint-Léonard – Pitendal / Saint-Léonard – Beaucerf ⥋ Saint-Étienne-au-Mont – Collège Paul Éluard  | Saint-Léonard – Pitendal / Saint-Léonard – Beaucerf ⥋ Saint-Étienne-au-Mont – Collège Paul Éluard  | Saint-Léonard – Pitendal / Saint-Léonard – Beaucerf ⥋ Saint-Étienne-au-Mont – Collège Paul Éluard  | Saint-Léonard – Pitendal / Saint-Léonard – Beaucerf ⥋ Saint-Étienne-au-Mont – Collège Paul Éluard  | Saint-Léonard – Pitendal / Saint-Léonard – Beaucerf ⥋ Saint-Étienne-au-Mont – Collège Paul Éluard  | Saint-Léonard – Pitendal / Saint-Léonard – Beaucerf ⥋ Saint-Étienne-au-Mont – Collège Paul Éluard  | Saint-Léonard – Pitendal / Saint-Léonard – Beaucerf ⥋ Saint-Étienne-au-Mont – Collège Paul Éluard  | Saint-Léonard – Pitendal / Saint-Léonard – Beaucerf ⥋ Saint-Étienne-au-Mont – Collège Paul Éluard  |
| 194   | Ouverture / Fermeture 4 septembre 2017 / — | Longueur —                                                                                         | Durée 15-30 min                                                                                    | Nb. d’arrêts 17                                                                                    | Matériel —                                                                                         | Jours de fonctionnement L, Ma, Me, J, V                                                            | Jour / Soir / Nuit / Fêtes O / N / N / N                                                           | Voy. / an —                                                                                        | Exploitant STDM                                                                                    |
| 194   | Desserte : - Communes : Saint-Léonard – Isques – Saint-Étienne-au-Mont | | | | | | | | |
| 194   | Autre : - Amplitude horaire et fréquence : - du lundi au vendredi en période scolaire : de 7 h 45 à 179 h 30 avec deux aller le matin et deux retours le soir. - Date de dernière mise à jour : 8 août 2023. | | | | | | | | |
| 194   | Dernière actualisation : — | | | | | | | | |
| 206   | Saint-Martin-Boulogne – Villebois / Saint-Martin-Boulogne – Collège Roger Salengro ⥋ Station Liane | Saint-Martin-Boulogne – Villebois / Saint-Martin-Boulogne – Collège Roger Salengro ⥋ Station Liane | Saint-Martin-Boulogne – Villebois / Saint-Martin-Boulogne – Collège Roger Salengro ⥋ Station Liane | Saint-Martin-Boulogne – Villebois / Saint-Martin-Boulogne – Collège Roger Salengro ⥋ Station Liane | Saint-Martin-Boulogne – Villebois / Saint-Martin-Boulogne – Collège Roger Salengro ⥋ Station Liane | Saint-Martin-Boulogne – Villebois / Saint-Martin-Boulogne – Collège Roger Salengro ⥋ Station Liane | Saint-Martin-Boulogne – Villebois / Saint-Martin-Boulogne – Collège Roger Salengro ⥋ Station Liane | Saint-Martin-Boulogne – Villebois / Saint-Martin-Boulogne – Collège Roger Salengro ⥋ Station Liane | Saint-Martin-Boulogne – Villebois / Saint-Martin-Boulogne – Collège Roger Salengro ⥋ Station Liane |
| 206   | Ouverture / Fermeture 4 septembre 2017 / — | Longueur —                                                                                         | Durée 35 min                                                                                       | Nb. d’arrêts 15                                                                                    | Matériel —                                                                                         | Jours de fonctionnement L, Ma, Me, J, V, S                                                         | Jour / Soir / Nuit / Fêtes O / N / N / N                                                           | Voy. / an —                                                                                        | Exploitant STDM                                                                                    |
| 206   | Desserte : - Communes : Saint-Martin-Boulogne – Boulogne-sur-Mer | | | | | | | | |
| 206   | Autre : - Amplitude horaire et fréquence : - lundis, mardis, jeudis et vendredis en période scolaire : de 7 h 50 à 18 h 10 avec un départ de Villebois vers Station Liane le matin et deux départs de Collège Roger Salengro vers Station Liane le soir. - mercredis en période scolaire : de 7 h 20 à 12 h 45 avec un départ de Villebois vers Station Liane le matin et un départ de Collège Roger Salengro vers Station Liane le midi. - Date de dernière mise à jour : 8 août 2023. | | | | | | | | |
| 206   | Dernière actualisation : — | | | | | | | | |
| 207   | Saint-Martin-Boulogne – Ronsard ⥋ Station Liane | Saint-Martin-Boulogne – Ronsard ⥋ Station Liane                                                    | Saint-Martin-Boulogne – Ronsard ⥋ Station Liane                                                    | Saint-Martin-Boulogne – Ronsard ⥋ Station Liane                                                    | Saint-Martin-Boulogne – Ronsard ⥋ Station Liane                                                    | Saint-Martin-Boulogne – Ronsard ⥋ Station Liane                                                    | Saint-Martin-Boulogne – Ronsard ⥋ Station Liane                                                    | Saint-Martin-Boulogne – Ronsard ⥋ Station Liane                                                    | Saint-Martin-Boulogne – Ronsard ⥋ Station Liane                                                    |
| 207   | Ouverture / Fermeture 4 septembre 2017 / — | Longueur —                                                                                         | Durée 40 min                                                                                       | Nb. d’arrêts 17                                                                                    | Matériel —                                                                                         | Jours de fonctionnement L, Ma, Me, J, V, S                                                         | Jour / Soir / Nuit / Fêtes O / N / N / N                                                           | Voy. / an —                                                                                        | Exploitant STDM                                                                                    |
| 207   | Desserte : - Communes : Saint-Martin-Boulogne – Boulogne-sur-Mer | | | | | | | | |
| 207   | Autre : - Amplitude horaire et fréquence : - lundis, mardis, jeudis et vendredis en période scolaire : de 7 h 10 à 18 h 45 avec un aller le matin et deux retours le soir. - mercredis et samedis en période scolaire : de 7 h 10 à 12 h 50 avec un aller le matin et un retour le midi. - Date de dernière mise à jour : 8 août 2023. | | | | | | | | |
| 207   | Dernière actualisation : — | | | | | | | | |
| 210   | Wimereux – Saint-Saëns ⥋ Station Liane | Wimereux – Saint-Saëns ⥋ Station Liane                                                             | Wimereux – Saint-Saëns ⥋ Station Liane                                                             | Wimereux – Saint-Saëns ⥋ Station Liane                                                             | Wimereux – Saint-Saëns ⥋ Station Liane                                                             | Wimereux – Saint-Saëns ⥋ Station Liane                                                             | Wimereux – Saint-Saëns ⥋ Station Liane                                                             | Wimereux – Saint-Saëns ⥋ Station Liane                                                             | Wimereux – Saint-Saëns ⥋ Station Liane                                                             |
| 210   | Ouverture / Fermeture 4 septembre 2017 / — | Longueur —                                                                                         | Durée 50 min                                                                                       | Nb. d’arrêts 34                                                                                    | Matériel —                                                                                         | Jours de fonctionnement L, Ma, Me, J, V, S                                                         | Jour / Soir / Nuit / Fêtes O / N / N / N                                                           | Voy. / an —                                                                                        | Exploitant STDM                                                                                    |
| 210   | Desserte : - Communes : Wimereux – Wimille – Saint-Martin-Boulogne – Boulogne-sur-Mer | | | | | | | | |
| 210   | Autre : - Amplitude horaire et fréquence : - lundis, mardis, jeudis et vendredis en période scolaire : de 7 h 0 à 18 h 55 avec un aller le matin et deux retours le soir. - mercredis et samedis en période scolaire : de 7 h 0 à 12 h 55 avec un aller le matin et un retour le midi. - Date de dernière mise à jour : 8 août 2023. | | | | | | | | |
| 210   | Dernière actualisation : — | | | | | | | | |

### Services à la demande
Les lignes SAD sont des services à la demande effectués en taxi avec des horaires et des itinéraires fixes. Ces lignes desservent les communes et hameaux dont la desserte ne nécessite pas spécifiquement de lignes régulières. Elles permettent un rabattement vers un arrêt desservi par une ligne régulière.
| Nom de ligne   | Parcours |
| -------------- | --- |
| SAD Baincthun  | Baincthun ↔ Echinghen ↔ Saint-Martin-Boulogne (Ostrohove) ↔ Saint-Martin-Boulogne – Polyclinique                                                             |
| SAD Conteville | Conteville-lès-Boulogne ↔ Pittefaux ↔ Pernes-lès-Boulogne ↔ La Capelle – Église                                                                              |
| SAD Hardelot   | Hardelot-Plage ↔ Nesles ↔ Dannes ↔ Condette ↔ Saint-Étienne-au-Mont – Les Quesnelets / Neufchâtel-Hardelot – Gare                                            |
| SAD Henriville | Le Portel (Henriville) ↔ Boulogne-sur-Mer (Capécure ↔ Station Liane)                                                                                         |
| SAD Hesdigneul | Hesdigneul-lès-Boulogne ↔ Hesdin-l'Abbé ↔ Isques ↔ Hesdigneul – Gare / Saint-Étienne-au-Mont – Les Quesnelets / Saint-Martin-Boulogne – Polyclinique         |
| SAD Hôpital    | Boulogne-sur-Mer (Station Liane ↔ Saint-Pierre ↔ Chemin Vert) ↔ Saint-Martin-Boulogne ↔ Boulogne-sur-Mer (Centre hospitalier ↔ Bréquerecque ↔ Station Liane) |

(En gras, les arrêts de rabattement)

## Anciennes lignes

### Réseau Marineo en 2005
En 2005, le réseau est composé de 25 lignes organisées autour de la gare routière de la place de France et autour de la petite ville de Calais

### Réseau TCRB en 2007
En 2007, après restructuration, le réseau TCRB était composé de 25 lignes urbaines circulant du lundi au samedi, de 13 lignes urbaines circulant le dimanche, de 10 lignes interurbaines appelées "Lignes vertes" et de 3 navettes "Thémio".

### Réseau TCRB en 2008
Le réseau en 2008 comporte une ligne supplémentaire par rapport au réseau de 2007.
| Ligne | Caractéristiques | Caractéristiques                                   | Caractéristiques                                   | Caractéristiques                                   | Caractéristiques                                   | Caractéristiques                                   | Caractéristiques                                   | Caractéristiques                                   | Caractéristiques                                   |
| 26    | Place de France ⥋ via Henriville 1, Lycée Maritime | Place de France ⥋ via Henriville 1, Lycée Maritime | Place de France ⥋ via Henriville 1, Lycée Maritime | Place de France ⥋ via Henriville 1, Lycée Maritime | Place de France ⥋ via Henriville 1, Lycée Maritime | Place de France ⥋ via Henriville 1, Lycée Maritime | Place de France ⥋ via Henriville 1, Lycée Maritime | Place de France ⥋ via Henriville 1, Lycée Maritime | Place de France ⥋ via Henriville 1, Lycée Maritime |
| ----- | --- | -------------------------------------------------- | -------------------------------------------------- | -------------------------------------------------- | -------------------------------------------------- | -------------------------------------------------- | -------------------------------------------------- | -------------------------------------------------- | -------------------------------------------------- |
| 26    | Ouverture / Fermeture septembre 2008 / 28 avril 2013 | Longueur —                                         | Durée 15-20 min                                    | Nb. d’arrêts 7                                     | Matériel —                                         | Jours de fonctionnement L, Ma, Me, J, V, S         | Jour / Soir / Nuit / Fêtes O / N / N / N           | Voy. / an —                                        | Exploitant Keolis Boulogne-sur-Mer                 |
| 26    | Desserte : - Communes : Boulogne-sur-Mer – Le Portel - Arrêts desservis : Place de France • Maryse Bastié • Henriville 1 • Cimetière Ouest • Clemenceau • Lycée Maritime • Henriville 2 • Henriville 1 • Place de France                                                              |                                                    |                                                    |                                                    |                                                    |                                                    |                                                    |                                                    |                                                    |
| 26    | Autre : - Amplitude horaire et fréquence : - du lundi au samedi : de 7 h 20 à 17 h 45 avec 5 rotations dans la journée. - Particularités : - Le premier départ de la ligne était effectué depuis Clemenceau. - Le dernier départ de Place de France avait pour terminus Henriville 2. |                                                    |                                                    |                                                    |                                                    |                                                    |                                                    |                                                    |                                                    |
| 26    | Dernière actualisation : — |                                                    |                                                    |                                                    |                                                    |                                                    |                                                    |                                                    |                                                    |

### Réseau TCRB en 2011
En 2011, le réseau est composé de 23 lignes urbaines de semaines, 10 lignes urbaines dominicales, 10 lignes interurbaines dites « lignes vertes » et de 3 navettes « Thémio ».

### Réseau Marinéo en avril 2013
Lors de la mise en place du réseau Marinéo, le 29 avril 2013, le réseau est composé de 13 lignes régulières, d'une navette de centre-ville, d'une ligne de soirée, du réseau interurbain des lignes vertes et des lignes Thémio.

### Réseau Marinéo en septembre 2014
En septembre 2014, les lignes express voient le jour.

### Depuis 2022
| Ligne | Caractéristiques | Caractéristiques                               | Caractéristiques                               | Caractéristiques                               | Caractéristiques                               | Caractéristiques                               | Caractéristiques                               | Caractéristiques                               | Caractéristiques                               |
| J     | Mairie de Saint-Étienne-au-Mont ⥋ Val d'Écault | Mairie de Saint-Étienne-au-Mont ⥋ Val d'Écault | Mairie de Saint-Étienne-au-Mont ⥋ Val d'Écault | Mairie de Saint-Étienne-au-Mont ⥋ Val d'Écault | Mairie de Saint-Étienne-au-Mont ⥋ Val d'Écault | Mairie de Saint-Étienne-au-Mont ⥋ Val d'Écault | Mairie de Saint-Étienne-au-Mont ⥋ Val d'Écault | Mairie de Saint-Étienne-au-Mont ⥋ Val d'Écault | Mairie de Saint-Étienne-au-Mont ⥋ Val d'Écault |
| ----- | --- | ---------------------------------------------- | ---------------------------------------------- | ---------------------------------------------- | ---------------------------------------------- | ---------------------------------------------- | ---------------------------------------------- | ---------------------------------------------- | ---------------------------------------------- |
| J     | Ouverture / Fermeture 17 août 2015 / 28 août 2022 | Longueur 5,6 km                                | Durée 15 min                                   | Nb. d’arrêts 15                                | Matériel GX 137                                | Jours de fonctionnement L, Ma, Me, J, V, S     | Jour / Soir / Nuit / Fêtes O / N / N / N       | Voy. / an —                                    | Exploitant CTB                                 |
| J     | Desserte : - Commune : Saint-Étienne-au-Mont - Principaux lieux desservis : Mairie de Saint-Étienne-au-Mont, Gare de Pont-de-Briques, Stade de la Cachaine, Collège Paul Éluard, Hameau d'Écault. |                                                |                                                |                                                |                                                |                                                |                                                |                                                |                                                |
| J     | Autre : - Amplitude horaire et fréquence : - du lundi au samedi : de 8 h 10 à 17 h 25 avec 6,5 allers-retours par jour.                                                                           |                                                |                                                |                                                |                                                |                                                |                                                |                                                |                                                |
| J     | Dernière actualisation : — |                                                |                                                |                                                |                                                |                                                |                                                |                                                |                                                |

## Exploitation du réseau

### Amplitude horaire
Les bus circulent du lundi au samedi de 5 h 0 à 20 h 55 et les dimanches et jours fériés de 8 h 25 à 20 h 40. Il n'y a pas de circulation les 1er mai et 25 décembre.

### Sous-traitance
L'exploitation du réseau est en partie sous-traitée à la Société des Transports Départementaux de la Marne (STDM), filiale du groupe RATP Dev, depuis 2014. Cette société dispose d'un dépôt situé dans le parc d'activités Garromanche à Outreau. Elle opère des courses sur les lignes régulières du réseau ainsi que les lignes à vocation scolaire. Auparavant la sous-traitance était confiée à la société Keolis Caron Voyages.

### Parc de véhicules
Le réseau de bus Marinéo est doté d'un parc de véhicules composé de minibus, midibus, autobus standards et articulés:

#### Minibus
| Constructeur  | Modèle   | Nombre d'unités | Numéros de parc | Période de mise en service          | Affectation(s) | Remarque(s)                             |
| ------------- | -------- | --------------- | --------------- | ----------------------------------- | -------------- | --------------------------------------- |
| Dietrich      | City 21  | 2               | 616-617         | Depuis Août 2015                    | N              | —                                       |
| Mercedes-Benz | Sprinter | 2               | 618-619         | Depuis Janvier 2022                 | N              | Exploités en sous-traitance par la STDM |
| Peugeot       | Boxer II | 2               | 620-621         | Entre Décembre 2021 et Février 2022 | —              | —                                       |

#### Midibus
| Constructeur | Modèle | Nombre d'unités | Numéros de parc | Période de mise en service          | Affectation(s)                                   | Remarque(s)                                       |
| ------------ | ------ | --------------- | --------------- | ----------------------------------- | ------------------------------------------------ | ------------------------------------------------- |
| Heuliez Bus  | GX 137 | 8               | 211-218         | Entre Juillet 2019 et Décembre 2020 | A B1 B2 C D E F G H I K1 K2 L M1 M2 N O P Thémio | 211-212 : Exploités en sous-traitance par la STDM |

#### Autobus standards
| Constructeur  | Modèle                      | Nombre d'unités | Numéros de parc    | Période de mise en service          | Affectation(s)                    | Remarque(s)                                                                     |
| ------------- | --------------------------- | --------------- | ------------------ | ----------------------------------- | --------------------------------- | ------------------------------------------------------------------------------- |
| Irisbus       | Citelis 12                  | 2               | 171-172            | Depuis Octobre 2010                 | A B1 B2 C D E F G H I L M1 M2 O P | Exploités en sous-traitance par la STDM                                         |
| Irisbus       | Citelis 12 GNV              | 10              | 161-170            | Entre Avril 2007 et Juillet 2009    | A B1 B2 C D E F G H I L M1 M2 O P | Ex-Keolis Boulogne-sur-Mer depuis le 1er janvier 2013                           |
| Irisbus       | Crealis Neo 12              | 7               | 173-179            | Entre Août 2013 et Mai 2014         | A B1 B2 C D E F G H I L M1 M2 O P | Exploités en sous-traitance par la STDM                                         |
| Iveco Bus     | Crealis 12                  | 7               | 180-186            | Entre Novembre 2015 et Juillet 2019 | A B1 B2 C D E F G H I L M1 M2 O P | 180-185 : Exploités en sous-traitance par la STDM                               |
| Iveco Bus     | Crealis 12 GNV              | 5               | 187-191            | Entre Janvier 2020 et Décembre 2020 | A B1 B2 C D E F G H I L M1 M2 O P | —                                                                               |
| Iveco Bus     | Urbanway 12 GNV Hybrid BHNS | 10              | 192-197, 1198-1201 | Entre Juillet 2022 et Juin 2023     | A B1 B2 C D E F G H I L M1 M2 O P | —                                                                               |
| Mercedes-Benz | Citaro C2                   | 2               | 518-519            | Depuis Octobre 2019                 | A B1 B2 C D E F G H I L M1 M2 O P | —                                                                               |
| Mercedes-Benz | Citaro C2 NGT               | 2               | 531-532            | Depuis Juin 2020                    | A B1 B2 C D E F G H I L M1 M2 O P | —                                                                               |
| Mercedes-Benz | Citaro C2 NGT Hybrid        | 2               | 533-534            | Depuis Mai 2021                     | A B1 B2 C D E F G H I L M1 M2 O P | —                                                                               |
| Mercedes-Benz | Citaro Facelift BHNS        | 7               | 511-517            | Entre Août 2011 et Août 2012        | A B1 B2 C D E F G H I L M1 M2 O P | Ex-Keolis Boulogne-sur-Mer depuis le 1er janvier 2013                           |
| Van Hool      | New A330                    | 2               | 331-332            | Depuis Juin 2009                    | A B1 B2 C D E F G H I L M1 M2 O P | Ex-Keolis Boulogne-sur-Mer depuis le 1er janvier 2013                           |
| Van Hool      | New A330 GNV                | 5               | 326-330            | Depuis Août 2006                    | A B1 B2 C D E F G H I L M1 M2 O P | Ex-Keolis Boulogne-sur-Mer depuis le 1er janvier 2013 Série en cours de réforme |

#### Autobus articulés
| Constructeur  | Modèle                 | Nombre d'unités | Numéros de parc | Période de mise en service | Affectation(s) | Remarque(s) |
| ------------- | ---------------------- | --------------- | --------------- | -------------------------- | -------------- | --- |
| Irisbus       | Citelis 18             | 2               | 405-406         | Depuis Octobre 2010        | B1 B2 L        | Ex-Keolis Boulogne-sur-Mer depuis le 1er janvier 2013                                                             |
| Mercedes-Benz | Citaro G Facelift BHNS | 1               | 407             | Depuis Août 2012           | B1 B2 L        | Ex-Keolis Boulogne-sur-Mer depuis le 1er janvier 2013 Exploité en sous-traitance par la STDM depuis Décembre 2017 |

### Ancien matériel
| Bus et quantité         | Dates de livraison                                    | Dates de réforme | Numéros                                   |
| ----------------------- | ----------------------------------------------------- | ---------------- | ----------------------------------------- |
| Standards (51)          |                                                       |                  |                                           |
| 5 Renault PR 100.2      | 06/1986-12/1993                                       | ?                | 117, 119, 126, 134 (liste non exhaustive) |
| 4 Renault PR 112        | 12/1994 (103 et 104) 04/1997 (101 et 102)             | 2016             | 101-104                                   |
| 11 Renault R312         | 09/1991-08/1993                                       | ?                | 105-112 & 114 à 116 + 2037                |
| 8 Heuliez GX 107        | 04/1987 (210-212) 07/1994 (203-205) 01/1996 (201-202) | ?                | 201-205 et 210-212                        |
| 4 Berkhof Premier PF    | 06/1996 (401 et 402) 12/1996 (403 et 404)             | ?                | 401-404                                   |
| 9 Van Hool A320         | 01/1999 (301-304) 03/1999 (305) 09/2000 (306-309)     | 07/2019          | 301-309                                   |
| 15 Van Hool NewA330 GNV | 07/2003 (311-320) 03/2004 (321-325)                   | 2022 2023        | 311-325                                   |
| Midibus (6)             |                                                       |                  |                                           |
| 6 Van Hool A308         | 06/2000                                               | 2019-2020        | 521-526                                   |
| Minibus (5)             |                                                       |                  |                                           |
| 3 Gruau Microbus        | 02/2008                                               | 2020             | 611-613                                   |
| 2 Fiat Ducato           | 06/2014                                               | 2022             | 614 et 615                                |